# Románská architektura v Česku

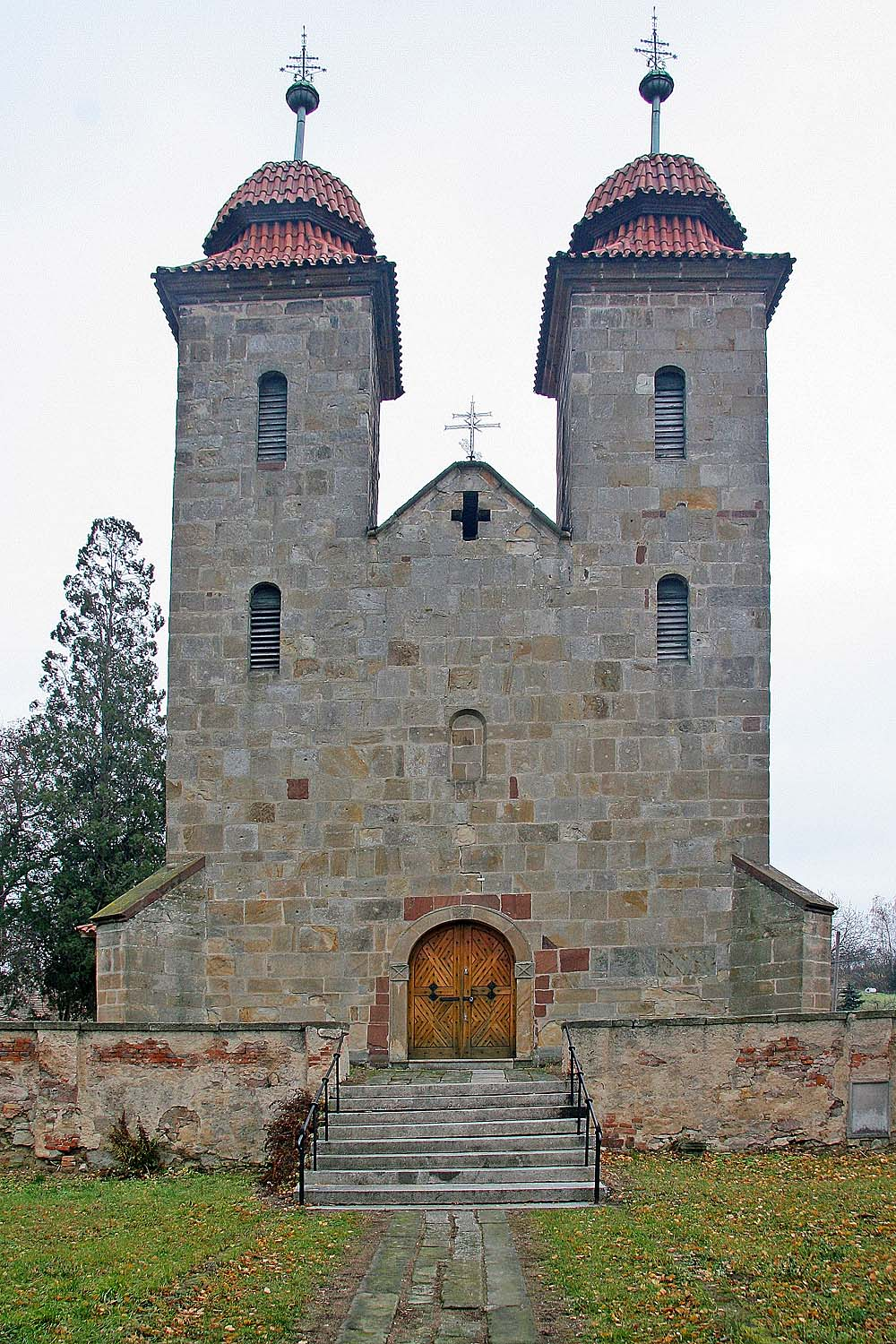
Průčelí baziliky v Tismicích

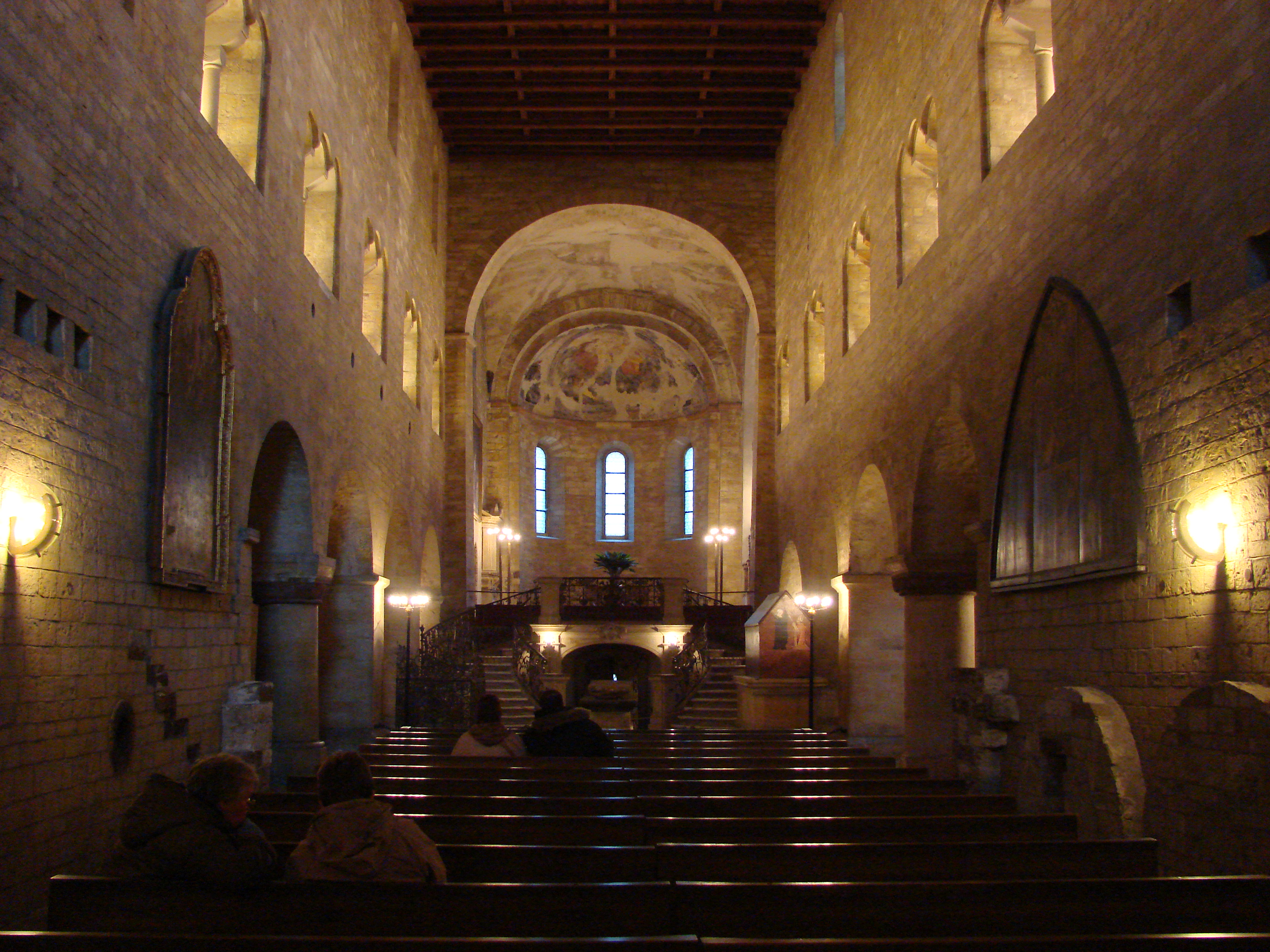
Interiér baziliky sv. Jiří na Pražském hradě

Románská architektura v Česku tvoří první fázi vývoje architektury na českém území s dochovanými stavbami. Z předchozí, velkomoravské fáze, se dochovaly pouze archeologické nálezy. V období románského slohu vznikají v Česku první kamenné stavby, a to především kostely a budovy klášterů, ke konci období také první hrady a městské stavby (opevnění, domy). Stavby románské architektury vznikaly na českém území od sklonku 9. století do poloviny 13. století, kdy se začal zvolna prosazovat sloh gotický.

## První stavby (10. století)

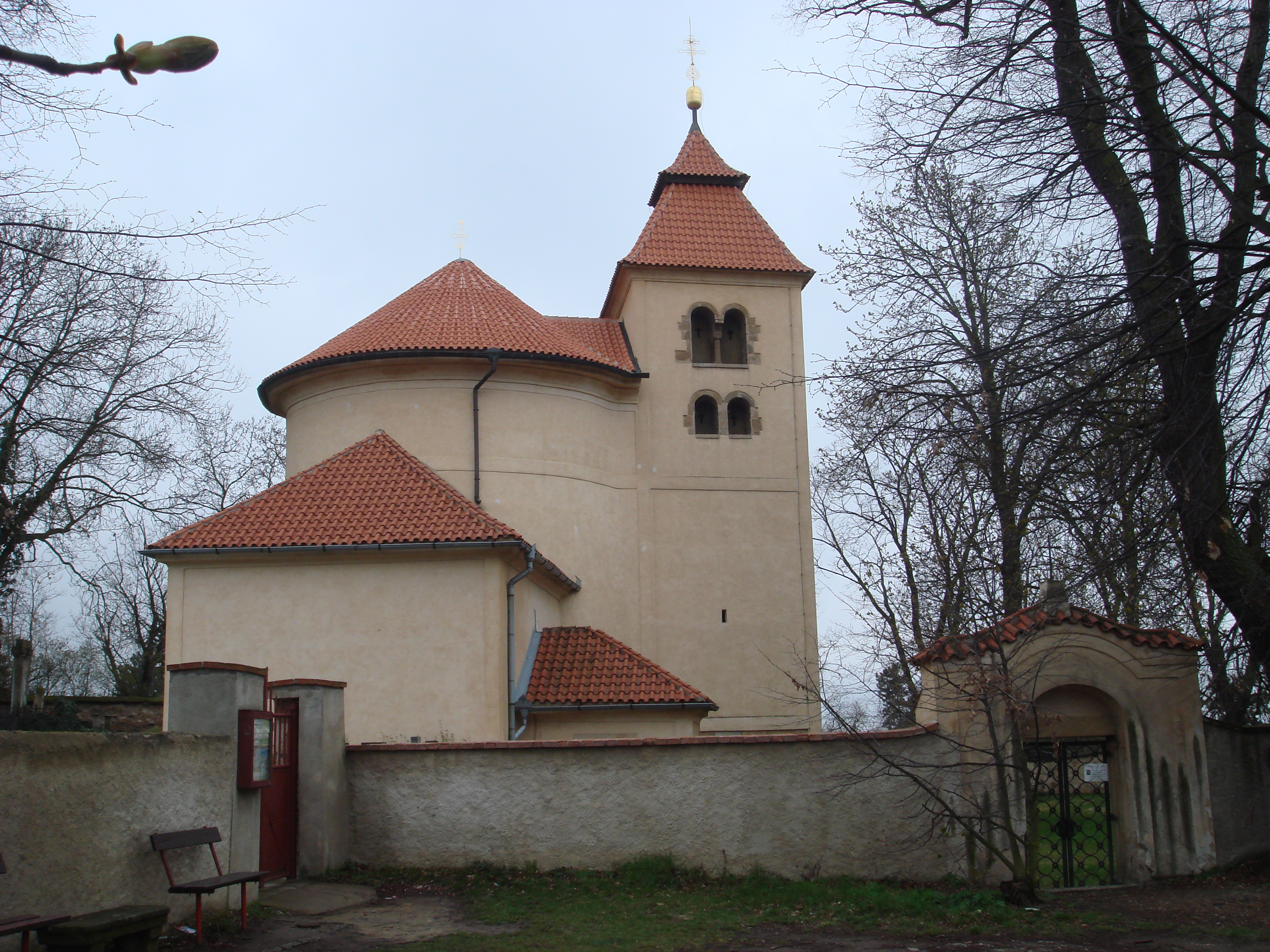
Kostel sv. Petra a Pavla v Budči

Na sklonku 9. století a v 10. století byly v Česku budovány první kamenné stavby, z nichž se až na několik výjimek dochovaly jen zbytky, často ukryté pod pozdějšími přestavbami.
Po pokřtění přemyslovského knížete Bořivoje (†889) na Moravě budovali Přemyslovci na svých sídlech první kamenné kostely. Rozvíjeli přitom nadále architektonickou tradici velkomoravských staveb – běžnou formou tak byla rotunda s apsidou. Nejstarší kamennou stavbou v Čechách byl kostel sv. Klimenta na Levém Hradci, po přenesení sídla Přemyslovců na Pražský hrad pak kostel Panny Marie. Na Pražském hradě pak vznikly ještě další dvě stavby kostelů.

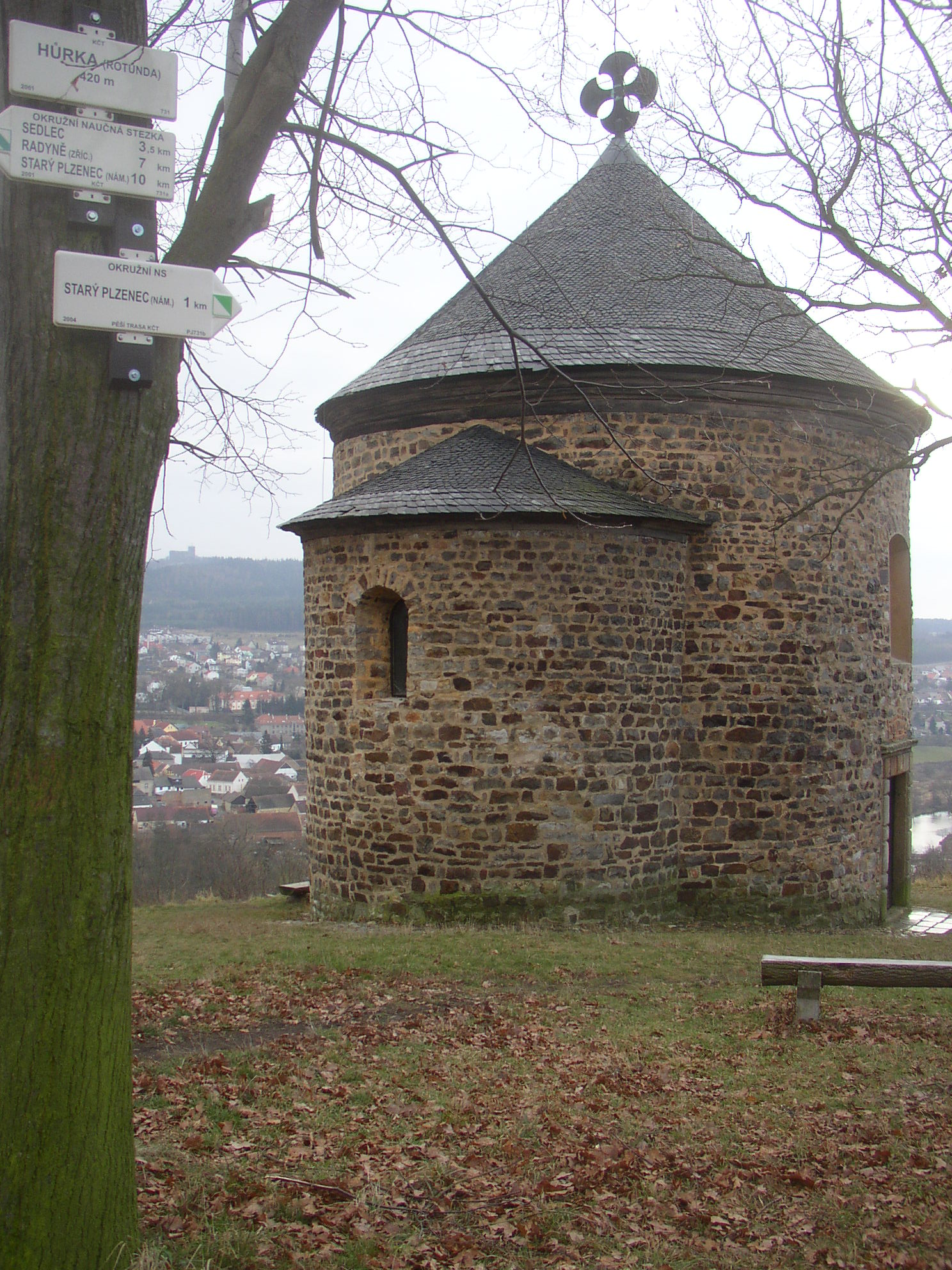
Rotunda ve Starém Plzenci

První byla bazilika sv. Jiří, dokončená v roce 921, založená knížetem Vratislavem, první větší kamenná stavba na hradě. Za Václava pak byla vybudována rotunda sv. Víta se čtyřmi apsidami na půdorysu kříže.
Mimo Pražský hrad pak vznikly první kostely na hradištích na Vyšehradě (nedochované – rotunda sv. Jana Evangelisty, kostel sv. Klimenta, bazilika sv. Vavřince), ve Starém Plzenci (rotunda sv. Petra, dosud stojící) a Staré Boleslavi (nedochovaný kostel sv. Kosmy a Damiána). Z tohoto období pochází také rotunda sv. Petra a Pavla na hradišti v Budči, nejstarší dochovaná stavba na českém území (s později přistavěnou věží); v blízkosti této rotundy se nachází odkryté základy další stavby z téhož období, kostela Panny Marie.
K významným rodům 10. století patřili i Slavníkovci (do vyvraždění Přemyslovci roku 995). Také na jejich sídle v Libici vznikl první kostel někdy v letech 962–995; na rozdíl od přemyslovských území nepřevzali velkomoravské vlivy, z jejich území není známá žádná rotunda.
V letech 973–976 bylo v Praze založeno biskupství. Prvním biskupem byl Sas Dětmar I., díky němuž přišly do českého prostředí první německé architektonické vlivy. Projevily se při úpravě kostela sv. Víta na Pražském hradě, který byl povýšen na biskupský a také při přestavbě baziliky sv. Jiří, při níž byl zřízen dům benediktinských paní pro neprovdané knížecí dcery.

## Zdomácnění slohu (11. století)

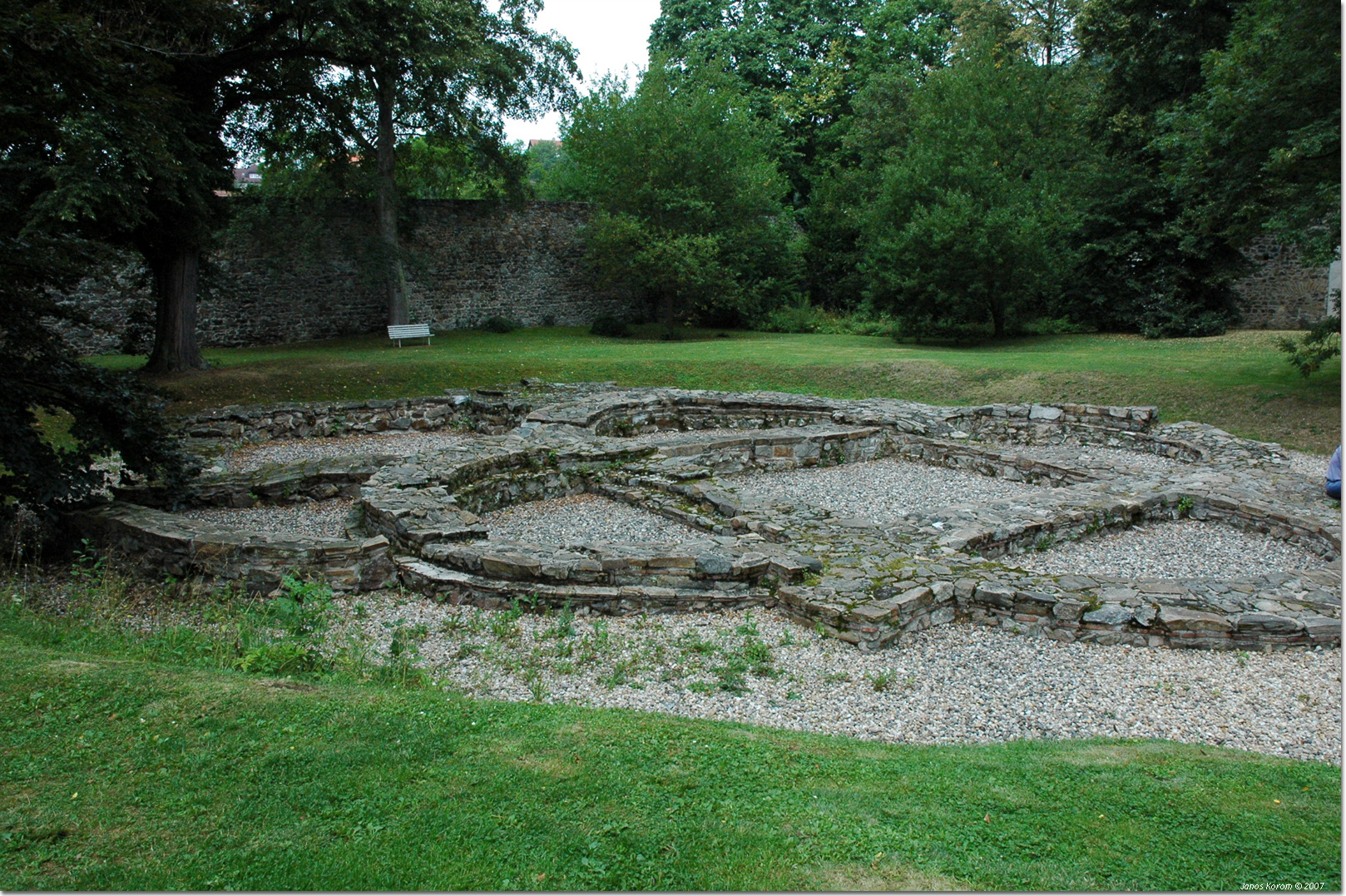
Základy prvního kostela sázavského kláštera

V průběhu 11. století došlo v Česku ke zdomácnění románského slohu. Významným krokem je příchod benediktinů, prvního mnišského řádu na českém území. Vznikají především monumentální stavby (baziliky, kláštery), u nichž se objevují architektonické novinky, jako je krypta, dvouchórová dispozice nebo příčná loď. Koncem 11. století dochází k postupnému rozvoji domácí architektonické tradice, navíc se osamostatňuje nová skupina velmožů, kteří na propůjčených územích budují vlastní kostely.

### První kláštery – benediktini
Již na sklonku 10. století do českého knížectví přišli zástupci prvního mnišského řádu, benediktini. Ti budovali – často na místech opuštěných slovanských hradišť – nové kláštery, obvykle s monumentálním klášterním kostelem ve formě trojlodní baziliky. Prvním klášterem na českém území je ženský klášter svatého Jiří na Pražském hradě, nejstarší mužský klášter v Břevnově (založen roku 993), z jehož stavby se dochovala románská krypta baziliky (před 1045); jako druhý klášter byl v roce 999 založen Ostrov u Davle (dnes jen pozůstatky základů). V roce 1032 založil Oldřich benediktinský klášter v Sázavě (skupina mnichů usazených od roku 1009 kolem poustevníka, budoucího sv. Prokopa), z jehož první stavby se dochoval půdorys (tetrakoncha, čtvercový se čtyřmi apsidami). Další benediktinské kláštery vznikly v Opatovicích nad Labem (na opatství povýšen v roce 1086) atd.
Kláštery benediktinů vznikaly také na Moravě; prvním byl v roce 1048 klášter v Rajhradě, dalšími pak v roce 1078 založený klášter na Hradisku u Olomouce a v roce 1101 založený klášter v Třebíči. Z prvotních jednoduchých klášterních bazilik tohoto období se však nedochovaly žádné zbytky.

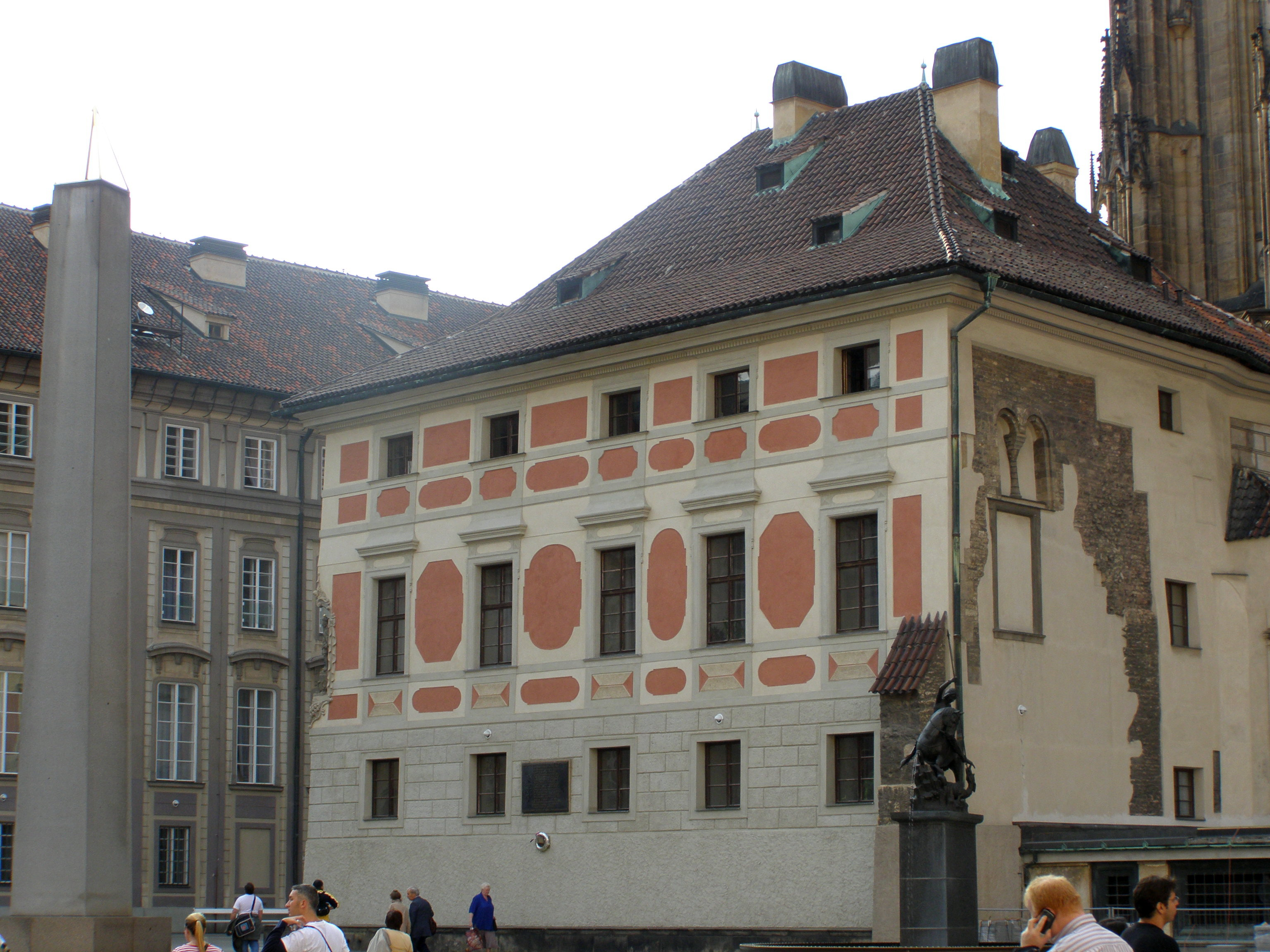
Pozůstatky románského biskupského paláce na budově Starého proboštství na Pražském hradě

### Stavby Přemyslovců
Významné, zčásti dosud dochované stavby, vznikly činností Přemyslovců. Na Pražském hradě probíhala za Břetislava I. (1034–1055) přestavba svatovítské rotundy, dokončena roku 1039, rovněž byl hrad opevňován. Nejvýznamnější stavbou však byla novostavba biskupské baziliky sv. Víta, Václava a Vojtěcha (předchůdce dnešní katedrály). Její stavba byla zahájena v roce 1060, svěcena byla za vlády knížete Vratislava II. v roce 1096. Jednalo se o monumentální trojlodní baziliku, opatřenou dvěma chóry (po vzoru německých staveb, jako je bazilika v Augsburgu) a východní příčnou lodí. Na stavbě se poprvé v Česku objevily ornamentální motivy severoitalského původu. Současně se stavbou baziliky probíhala přestavba biskupského paláce, jehož části se v sousedství katedrály zachovaly dodnes.

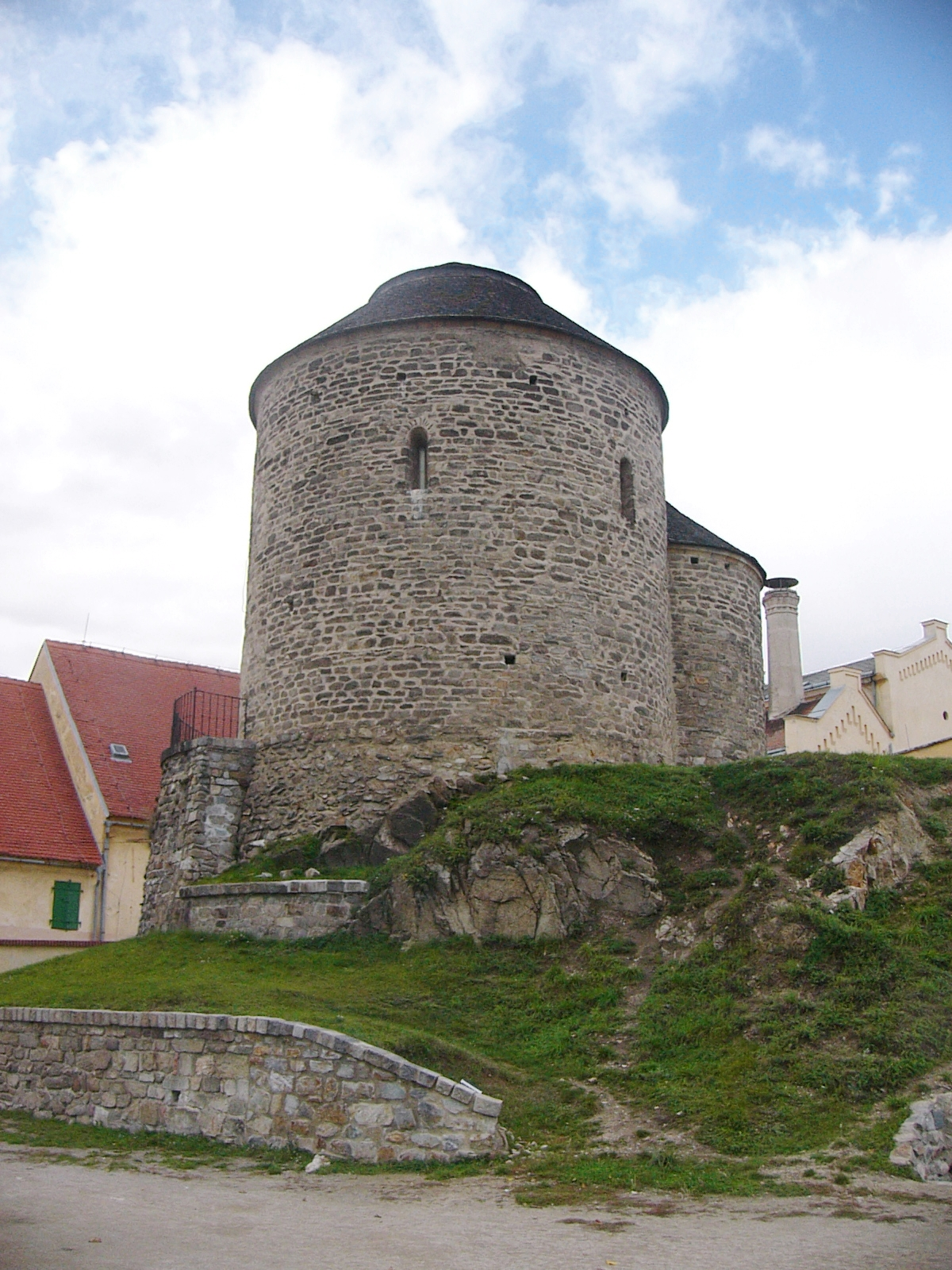
Rotunda sv. Kateřiny ve Znojmě

Kníže Vratislav II. přesídlil pro časté neshody s bratrem, biskupem Jaromírem, na Vyšehrad. Díky tomu se zde rozvinula významná stavební činnost – došlo k vybudování opevnění, mostu a přestavbě knížecího paláce. Rovněž byly vystavěny dvě románské baziliky; bazilika sv. Petra a Pavla ustoupila pozdějším přestavbám, z trojlodní baziliky sv. Vavřince (postavené podle alsaských vzorů) se dochovalo malé torzo.
Mimo Prahu založil Břetislav I. kapitulu v Boleslavi, při níž byla vystavěna trojlodní bazilika sv. Václava (svěcena roku 1046). Kostel byl později přestavěn, mimo původního půdorysu se zachovala románská krypta (z 11. století je její starší část, sklenutá na čtyři řady čtyř sloupů s krychlovými hlavicemi). Kníže Spytihněv II. (1055–1061) založil v roce 1057 kapitulu v Litoměřicích, kde byla vystavěna bazilika sv. Štěpána (zbořená při barokní přestavbě v 17. století).
K nejstarším památkám na Moravě patří rotunda sv. Kateřiny (původně Zvěstování Panny Marie), vybudovaná na přemyslovském údělném hradě ve Znojmě; pravděpodobně ještě na konci 11. století byla obohacena unikátní malířskou výzdobou.

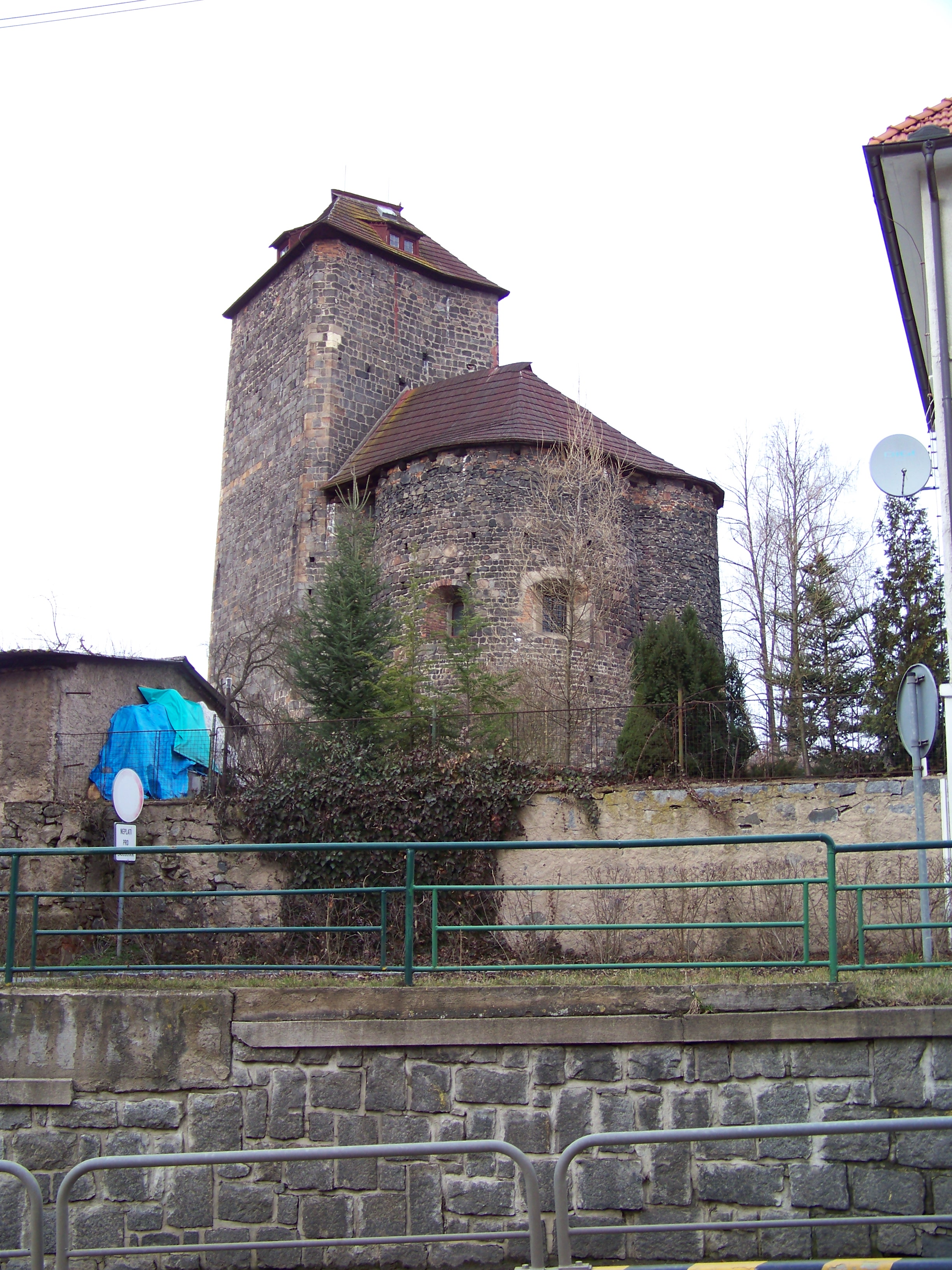
Rotunda u věže hradu v Týnci nad Sázavou

### První panské kostely
Od druhé poloviny 11. století se ze skupiny velmožů kolem knížete začíná formovat jádro budoucí šlechty. Jednotliví velmoži získávají od krále do pronájmu území, na němž budují své dvorce. Mezi jinak většinou dřevěnými stavbami se zde vyjímají nové kamenné kostely. Na některých dvorcích vznikly velké baziliky (Litomyšl, Prosek, Sázava – nedochované), většinou však šlo o drobné stavby, které se nijak výrazně nelišily od starších kostelíků; jediným novým prvkem je výzdoba románských portálů. Již od 11. století se v západní části často objevuje tribuna (dle německých vzorů, ve věži), na níž se účastnila bohoslužeb rodina velmože.
Většina kostelíků vznikla v té době v okolí Prahy a ve středních Čechách. K příkladům patří rotunda sv. Longina na Rybníčku (dnes Novém Městě), rotunda v Krušině (dnes Pankrác), rotunda v Týnci nad Sázavou (u dochované věže hradu), kostely v Hostivaři, Dobřichově (sakristie dnešního kostela), Čáslavi (kostel sv. Michala, dochován jako sakristie děkanského kostela) atd.

## Vrcholná fáze (12. století)

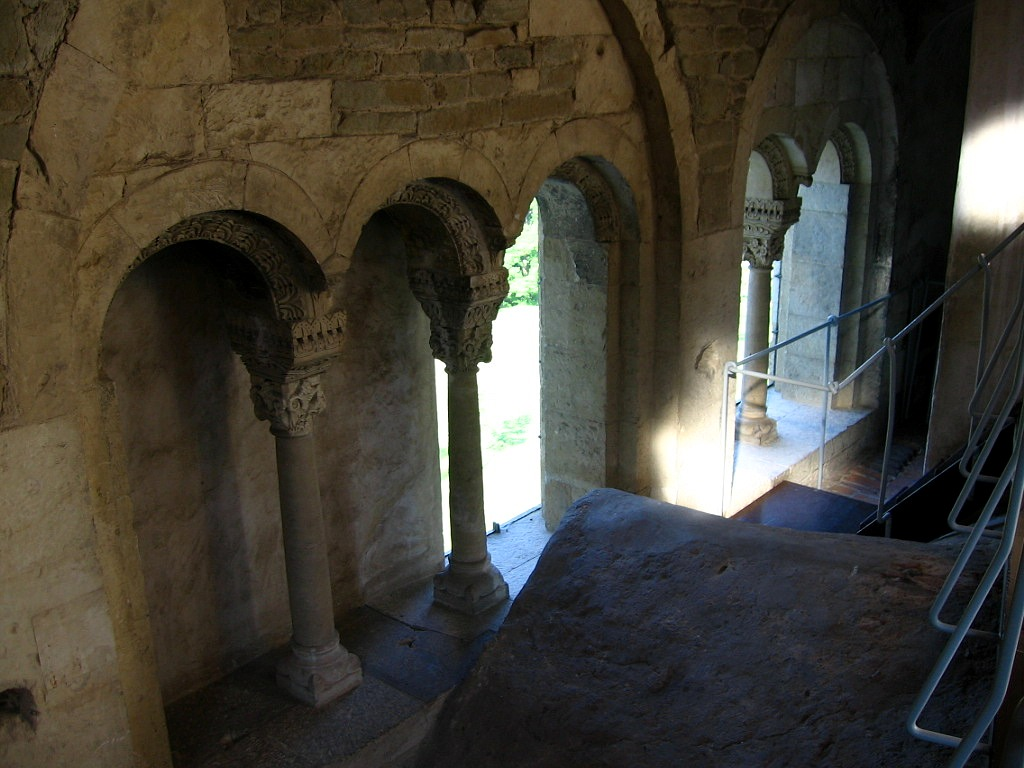
Sdružená okna paláce v Olomouci

Dvanácté století je vrcholným obdobím románského slohu v českých zemích. Vznikají především kostely, jejichž síť dále výrazně houstne (zvláště ve středních Čechách). Dále roste počet velmožů, kteří v závěru 12. století přebírají za knížete Konráda (1092) propůjčené pozemky do vlastnictví – vzniká tak skutečná šlechta. Na jejich dvorcích vyrůstají mnohdy monumentální stavby. Rozmach stavební činnosti nastal za krále Vladislava II. (1140–1172) a jeho současníků, pražského biskupa Daniela a olomouckého biskupa Jindřicha Zdíka. Do českých zemí byly povolány nové mnišské i rytířské řády – premonstráti, johanité a především cisterciáci, jejichž kláštery dále obohatily naši architekturu a rovněž přinesly nové vzory a podněty.

### Stavby Přemyslovců (Soběslav, Vladislav II.) a biskupů

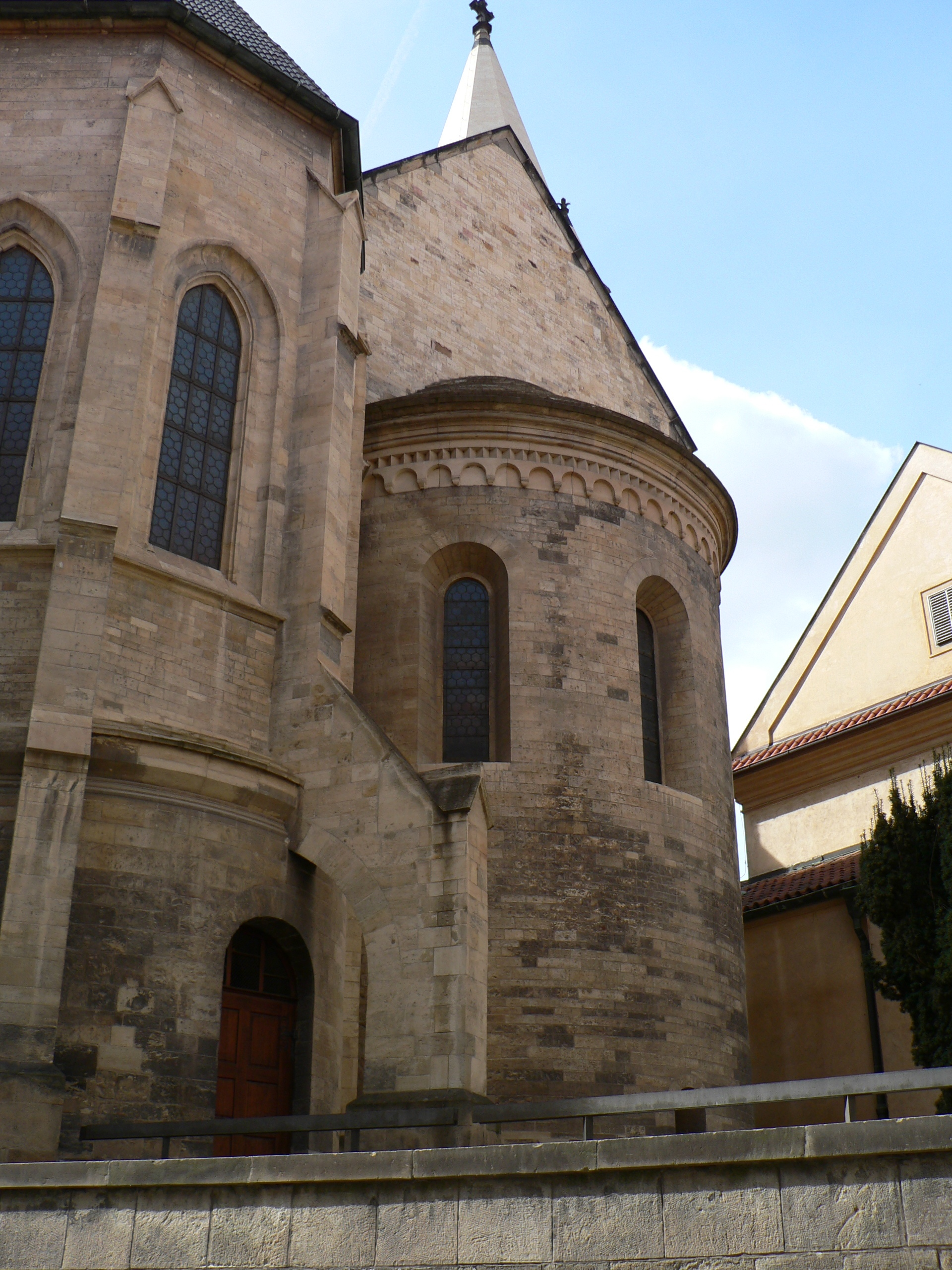
Apsida v závěru baziliky sv. Jiří

Přestavba Pražského hradu začala za Soběslava (kamenná hradba s věžemi, hradní palác), k největší aktivitě však došlo za krále Vladislava II. Hradní palác byl přestavěn podle vzoru německých falcí, do dnešní podoby byla přestavěna bazilika sv. Jiří. Významné stavby vznikly i mimo Pražský hrad, především první kamenný most v Praze, zvaný dle Vladislavovy manželky Juditin most, s dochovanou Malostranskou mosteckou věží (s monumentálním románským reliéfem).
Na Moravě vznikala v té době výstavná biskupská sídla. V Olomouci vystavěl Jindřich Zdík novou trojlodní baziliku sv. Václava (1100–1131), k níž přenesl sídlo od (dnes zaniklého) kostela sv. Petra. Zdivo baziliky tvoří základ dnešního dómu; do dnešního dne se dochovaly části biskupského paláce s nádherně profilovanými sdruženými okny (porýnský vliv). Podobný dóm na brněnském hradě (dnes Petrov) později zanikl.

### Kláštery, nové mnišské řády
Na začátku 12. století pokračuje stavební činnost řádu benediktinů. V roce 1115 zakládá kníže Vladislav I. klášter v Kladrubech; stavba monumentální trojlodní baziliky Panny Marie s příčnou lodí se protáhla až do roku 1233 (dochovala se dodnes v citlivé barokní úpravě J. Santiniho). V Ostrově u Davle probíhá po požáru v roce 1137 stavba klášterní baziliky, dostavěné po roce 1180 (dnes jen základy). Baziliky dalších benediktinských klášterů v Teplicích (ženský, založen 1158), Louňovicích pod Blaníkem (založen 1159), Postoloprtech a ve Vilémově (Havlíčkobrodsko, založen 1120) byly zcela zničeny za husitských válek.

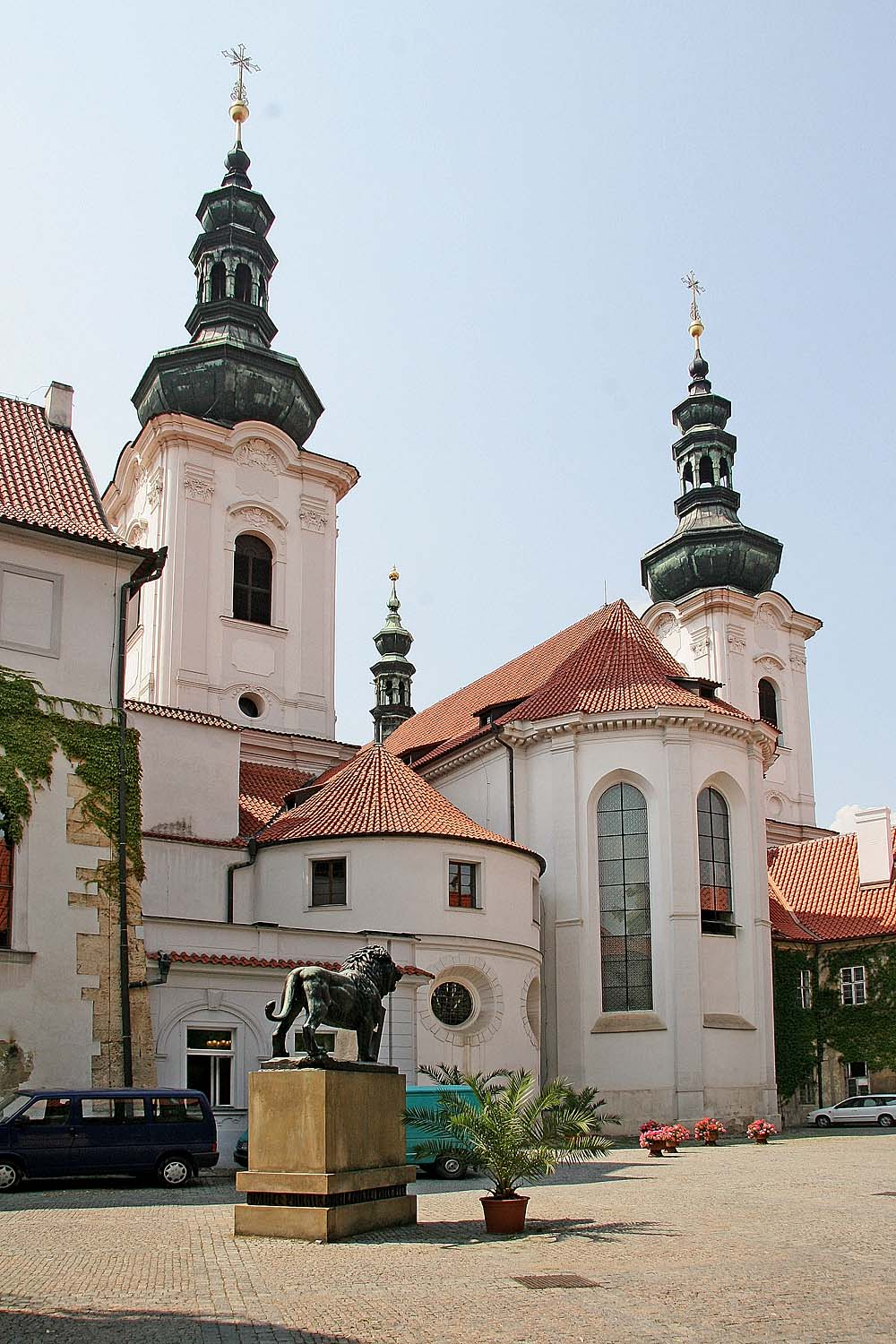
Závěr klášterního kostela Nanebevzetí Panny Marie na Strahově

Za vlády Vladislava II. k nám byly povolány nové mnišské řády. V roce 1140 byl na pražském Strahově založen klášter premonstrátů. Byla zde vybudována monumentální trojlodní bazilika s dvouvěžovým průčelím, příčnou lodí na východě a třemi apsidami. Stavba byla vysvěcena v roce 1182, řada prvků se v barokní přestavbě dochovala dodnes. Kostel, stavěný po vzoru německých premonstrátských bazilik, se stal vzorem pro řadu staveb mladších. Ve stejném roce (1140) byl založen klášter premonstrátek v Doksanech. Na stavbě místní trojlodní baziliky se projevily poprvé italské vzory (apsidy po stranách boční lodi, věž nebo kupole nad křížením, slepé arkády jako členění zdi), výrazně se uplatnila architektonická plastika. Doksanská stavební huť měla velký význam v severozápadních Čechách, kde pod jejím vlivem vznikla tzv. doksanská skupina kostelů (viz dále). V roce 1148 vystřídali premonstráti benediktini (od 1139) v klášteře v Želivi, kde vystavěli velkolepou trojlodní baziliku (dnes gotická stavba, upravená v baroku J. Santinim).
U Juditina mostu byla založena komenda johanitů, u níž byla v letech 1165–1182 vybudována trojlodní bazilika s příčnou lodí a třemi apsidami.
V roce 1142 byl založen cisterciácký klášter v Sedlci u Kutné Hory. Románská bazilika tohoto kláštera byla později zničena (současná stavba je gotická, s barokní přestavbou). V roce 1144 byl založen další cisterciácký klášter v Plasech, kde byla vystavěna trojlodní bazilika v letech 1154–1204 (dnes zachována dispozice a zdivo v barokní přestavbě). Jen zlomky stavby se zachovaly z cisterciáckého kláštera v Nepomuku (1142–1153).
Z moravských klášterních staveb 12. století se žádná nedochovala – šlo o baziliky v Třebíči, Hradisku u Olomouce (od roku 1151 premonstrátské, kostel svěcen 1197), Dolních Kounicích (ženský premonstrátský klášter, založen 1181) a Louce u Znojma (premonstrátský klášter, založen 1190).

### Vesnické kostely
Ve 12. století výrazně vzrostl počet kostelů; důvodů bylo hned několik. V rámci církevní reformy bylo území království rozděleno do jednotlivých farností, v nichž byly zakládány farní kostely. Rovněž probíhala vnitřní kolonizace země, kdy byla osidlována dosud pustá území, vysazovány nové vesnice, zakládána města. Navíc došlo k ustavení šlechty, která převzala dosud propůjčený majetek do svého vlastnictví. To podnítilo čilou výstavbu na mnoha místech země.

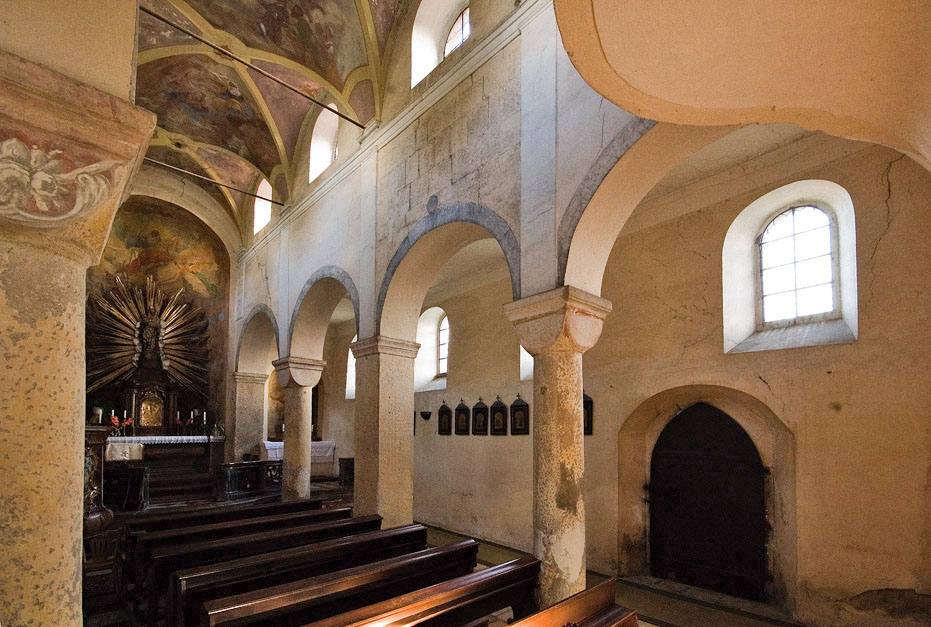
Interiér baziliky v Tismicích

Ač byla většina panských a vesnických kostelů drobných rozměrů, na několika místech vznikly honosné monumentální stavby. Příkladem je dokonale dochovaná románská bazilika Nanebevzetí Panny Marie v Tismicích na Kolínsku z konce 12. století. Jde o trojlodní stavbu s dvouvěžovým průčelím a třemi apsidami na východě, v jejímž interiéru se střídají pilíře a sloupy (byla zřejmě ovlivněna klášterním kostelem v Ostrově u Davle).
Mezi drobnými stavbami se objevují dva vyhraněné typy kostelů – centrální stavby (většinou rotundy s apsidou a věží) a jednolodní podélné stavby. Obohacením těchto víceméně starších typů byla architektonická reliéfní dekorace, přejatá z velkých dobových staveb. Zaměřila se především na sloupy pod tribunou, vítězný oblouk mezi lodí a apsidou, vnější reliéfní členění zdí (lizény, obloučkový vlys, slepé arkády), členění oken (větších a často sdružovaných, ve věžích obvykle do dvou řad trojitých oken) a vstupní portály.

#### Centrální stavby

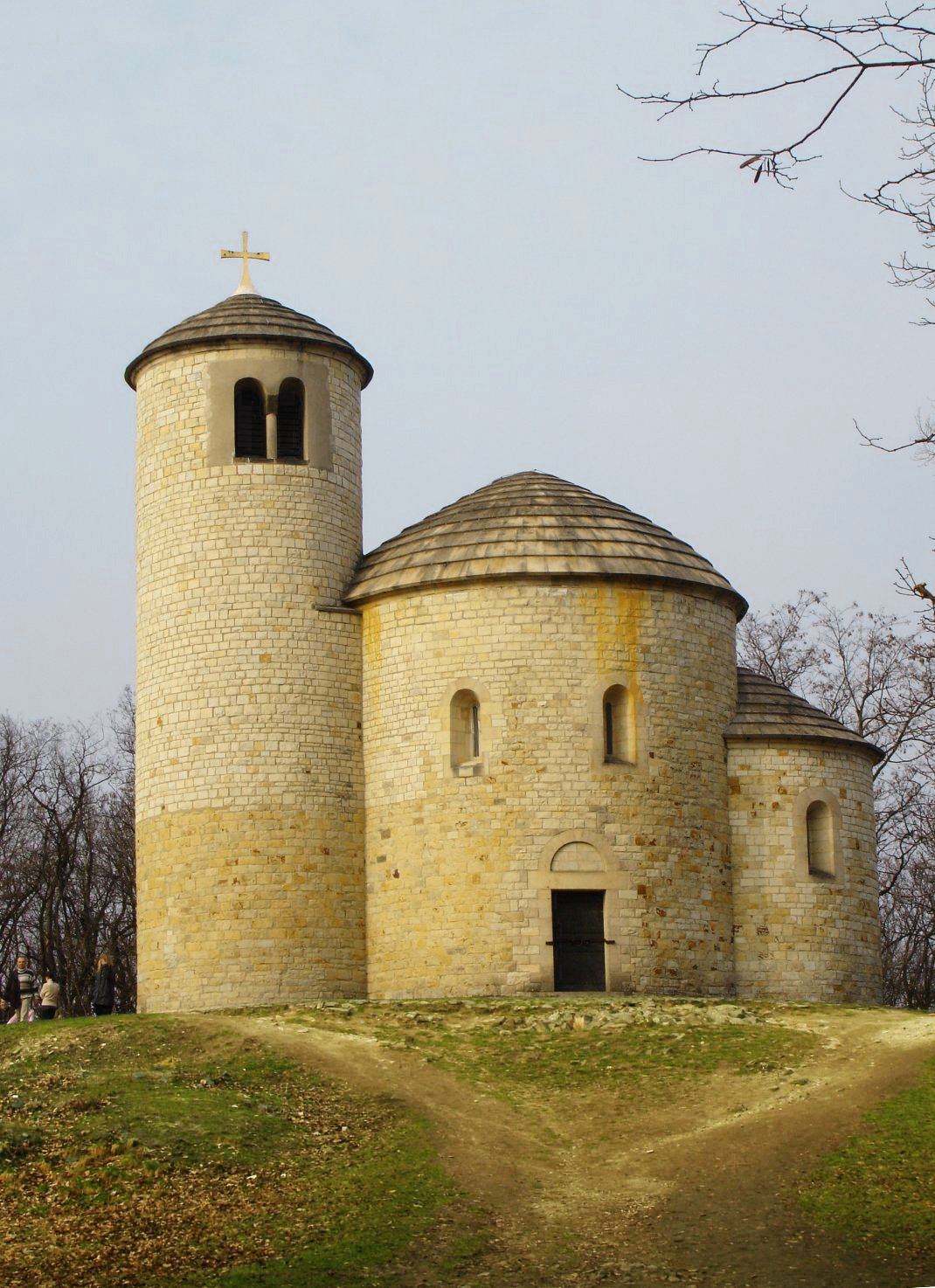
Rotunda na Řípu

Nadále jsou budovány pro české země charakteristické rotundy s apsidou, nověji obohacené o západní hranolovou nebo válcovou věž, v níž může být vložená tribuna. Věžička nad rotundou bývá opatřená lucernou. Výskyt rotund na území Čech a Moravy je zvláštností tohoto prostředí, vycházející z nejstarších známých rotund na velkomoravských hradištích; otázkou je, zda se jedná o kontinuitu nebo znak renesance.
K nejznámějším dochovaným stavbám tohoto typu patří kostel sv. Jiří na Řípu (s válcovou věží, svěcen 1126), kostel sv. Maří Magdalény v Přední Kopanině (s hranolovou věží), rotunda sv. Kříže ve Starém Městě v Praze. Další dochované stavby – kostel sv. Martina v Kostelci u Křížků (rotunda s apsidou je presbytářem dnešního kostela), kostel sv. Jiří v Hradešíně (rotunda dnes tvoří západní část lodi) atd. Na Moravě jsou známy rotundy v Podolí u Jemnice (dochována věž), Šebkovicích, Velkém Újezdu (zanikla), Štěpkově, Častohosticích, Plavči, Žďárné u Boskovic.
Mimořádnou a unikátní stavbou je kostel sv. Prokopa v Záboří nad Labem. Jde o románskou patrovou kapli, klenutou v obou patrech na čtyři pilíře, s románskou předsíní a unikátním portálem, prozrazujícím francouzské vlivy (dodatečně byl v baroku upraven).
Rovněž na Moravě vznikly dvě stavby s netradiční dispozicí. Kostel sv. Petra a Pavla v Řeznovicích (u Ivančic) je vystavěn na půdorysu čtverce se třemi půlkruhovými apsidami a osmibokou vížkou nad lodí, kostel Nanebevzetí Panny Marie v Černvíru byl rovněž vystavěn na půdorysu čtverce, s apsidami na východě a západě.

#### Podélné stavby

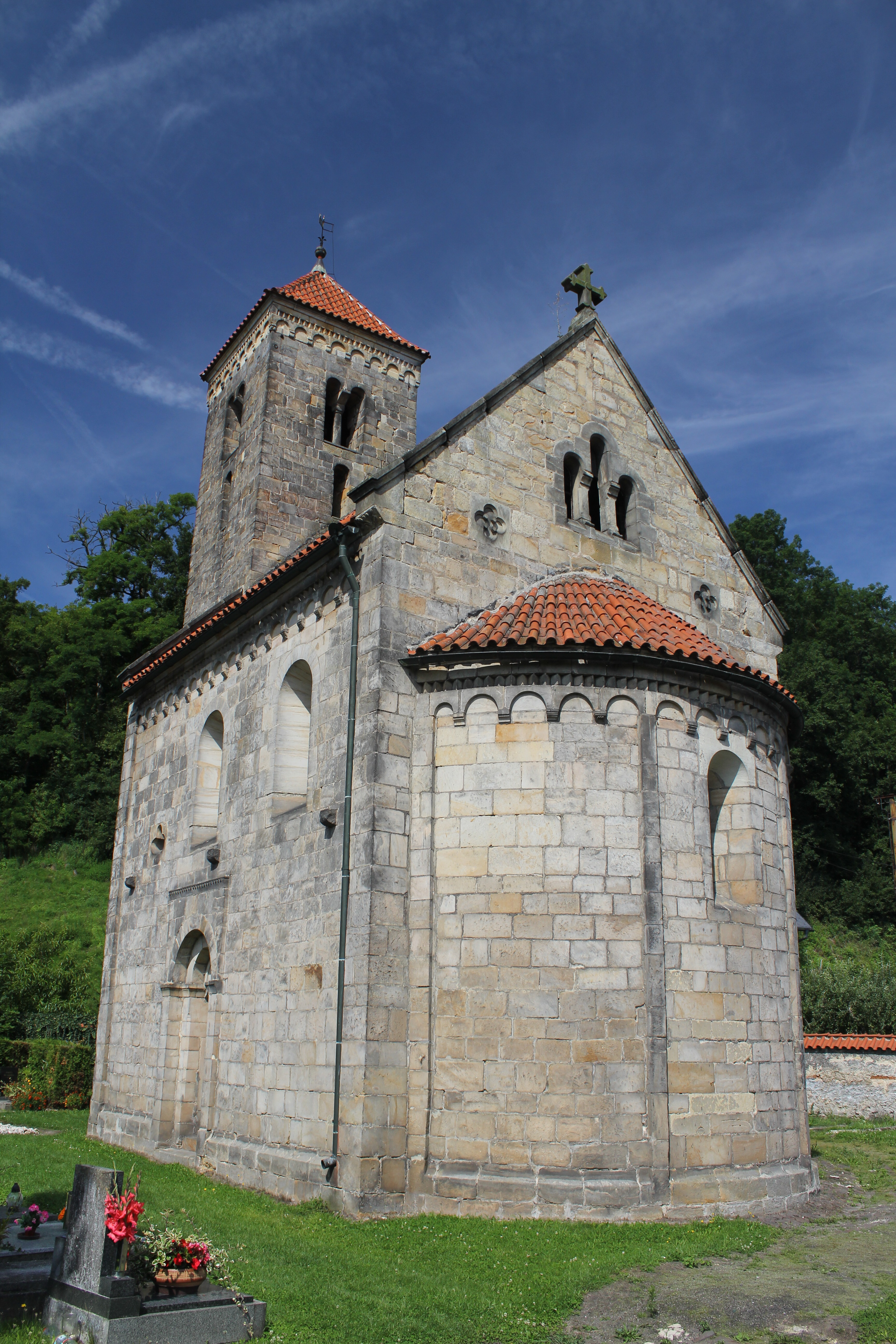
Kostel v Mohelnici nad Jizerou

Všechny podélné románské kostely mají víceméně stejnou dispozici – k pravoúhlé obdélné lodi přiléhá na východě půlkruhová nebo podkovovitá apsida a na západě hranolová věž. Loď je plochostropá, v západní části lodi je umístěna tribuna, podklenutá jedním nebo dvěma poli křížové klenby bez žeber na sloupy nebo pilíře. Přístup na tribunu je buď z věže nebo schodištěm v síle zdi.
K dobře dochovaným příkladům tohoto typu kostela z této doby patří např. kostel Panny Marie v Mohelnici nad Jizerou, kostel sv. Petra v Poříčí nad Sázavou, kostel sv. Jakuba v Jakubu u Kutné Hory (s unikátní reliéfní výzdobou fasády), kostel Zvěstování Panny Marie v Plaňanech (s gotickým presbytářem); dále pak kostel sv. Martina v Praze-Řepích, kostel sv. Havla ve Zbraslavi (věž a přilehlá část lodi). Jen drobné pozůstatky se zachovaly z kostelů ve Vinoři (věž) atd.
Na Moravě jsou dochovány z tohoto typu kostely v Přibyslavicích, Bořitově, Lukovanech, Újezdu u Černé Hory, Červené Lhotě, Jakubově, Přeskačích aj.

### První hrady

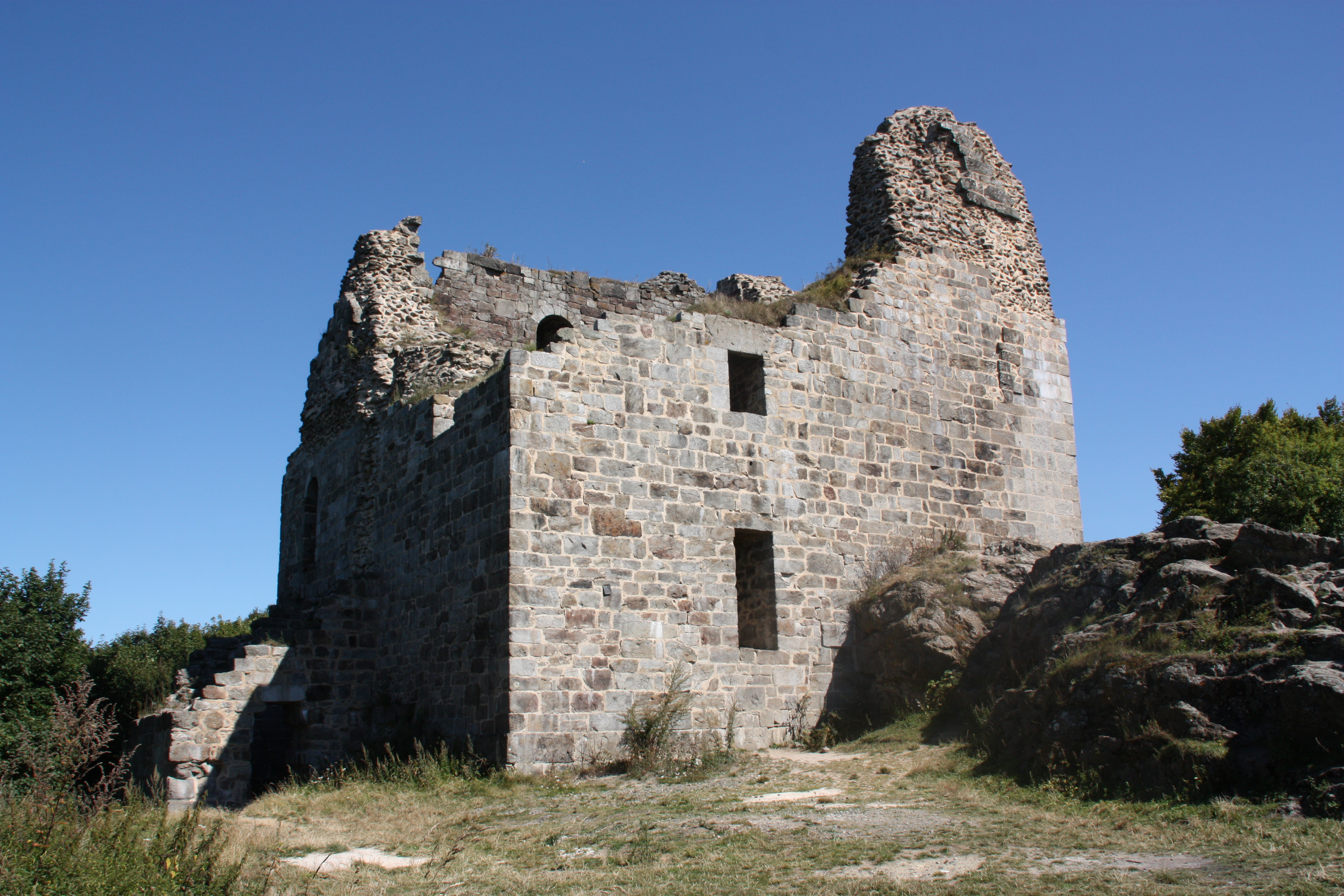
Románská věž hradu Přimda

Již začátkem 12. století začínají na českém území vznikat první hrady. Nejstarším našim hradem je Přimda (připomínán v roce 1124), z nějž se zachovala mohutná hranolová věž. K významným podnikům patřila stavba biskupského hradu v Roudnici nad Labem (po roce 1180 podle francouzských vzorů, se 7–8 válcovitými věžicemi po obvodu; později zcela přestavěn).

### Kamenné domy
Ve dvanáctém století vznikají v Česku první kamenné městské domy. Obvykle mají v přízemí jednu až tři místnosti s klenbou či stropem, případně klenuté čtyřmi poli na střední sloup. Patrové místnosti byly plochostropé, průčelní stěny (do ulice) hladké. Krásné příklady se dochovaly ve Starém Městě v Praze (Andělská kolej čp. 16 a Řetězová 222).

## Pozdní sloh (konec 12. století, první polovina 13. století)
Na sklonku 12. století probíhá v českém království boj o moc, chybí zde silné osobnosti a tím i nové impulsy v architektuře. Praha ztrácí dominantní postavení, těžiště nových stavebních podniků se přesouvá na území šlechty a do okrajových oblastí země. Navíc se během první poloviny 13. století začíná pomalu prosazovat nový, gotický sloh.

### Klášterní stavby

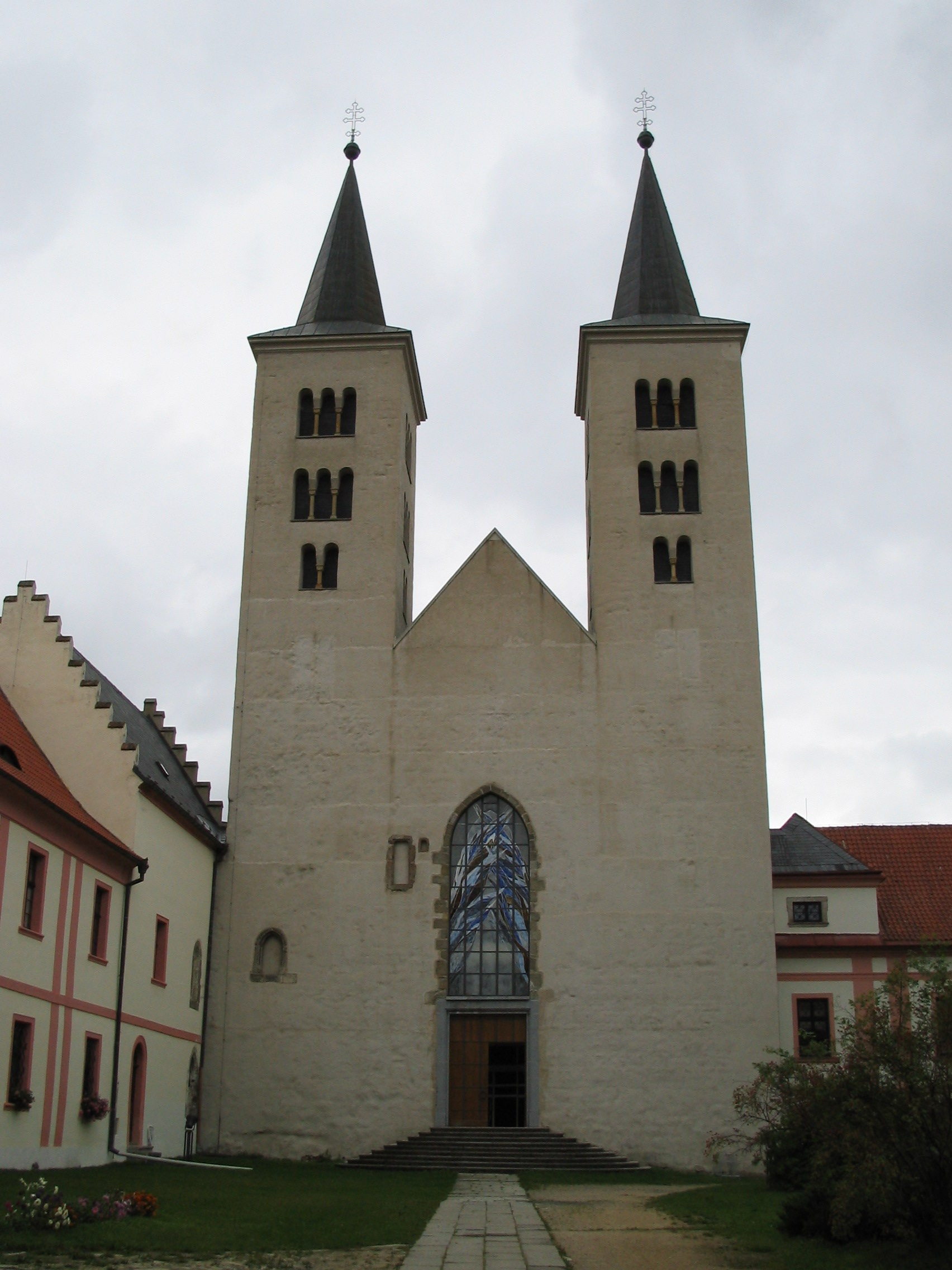
Klášterní kostel v Milevsku

Jednou z nejcennějších románských památek je bazilika premonstrátského kláštera v Milevsku z let 1184–1187; trojlodí je podobné sesterské stavbě na Strahově, jen uvnitř jsou pilíře nahrazeny sloupy. Přes pozdější přestavby si kostel dochoval románský ráz. Z řady dalších klášterů, založených ke konci 12. století, se zachovalo jen málo pozůstatků (1182 – johanitské komendy v Manětíně a Kadani, před 1184 – cisterciácký klášter v Mnichově Hradišti, před 1188 – křižovníci Božího hrobu v Praze a ve Světci).
Naopak na Moravě vznikaly v tomto období nejvýznamnější klášterní stavby, dodnes do různé míry dochované. V již zmíněném klášteře Louka u Znojma pod bazilikou byla vybudována dvoulodní krypta s tvarově nesourodými hlavicemi sloupů, zčásti se zachovala i apsida kněžiště baziliky. V roce 1205 byl z kláštera v Plasech osídlen cisterciácký klášter na Velehradě, kde v roce 1220 začala stavba kostela. Z monumentální baziliky Panny Marie se dodnes dochovalo zdivo a apsidy v závěru. Při stavbě klášterního kostela se objevily úplné novinky pro české prostředí, především šestidílná žebrová klenba (v presbytáři a ramenech příčné lodi). U pozdních klášterních staveb se ještě výrazněji projevoval dualismus – současné použití románského a gotického stylu (viz dále).

### Vesnické kostely
K větším stavbám tohoto období patřil panský kostel sv. Jiljí v Milevsku, z něhož se dosud dochovala věž a severní část lodi; sdružená okna věže vynikají velmi jemnou a plastickou dekorací, obdobnou kapli v chebské falci.
Jinak nadále vznikají stavby již dříve uvedených typů, převažují jednolodní tribunové kostely. Románské formy se nyní objevují především v okrajových oblastech země, především pak v severozápadních a jižních Čechách, ve středních Čechách doznívá činnost doksanské huti. Jinde nevynikají ani počtem, ani architektonickým pojetím. K zachovaným příkladům staveb mimo uvedená území patří např. kostel sv. Martina ve zdi v Praze.

#### Kostely středních Čech, doksanská huť

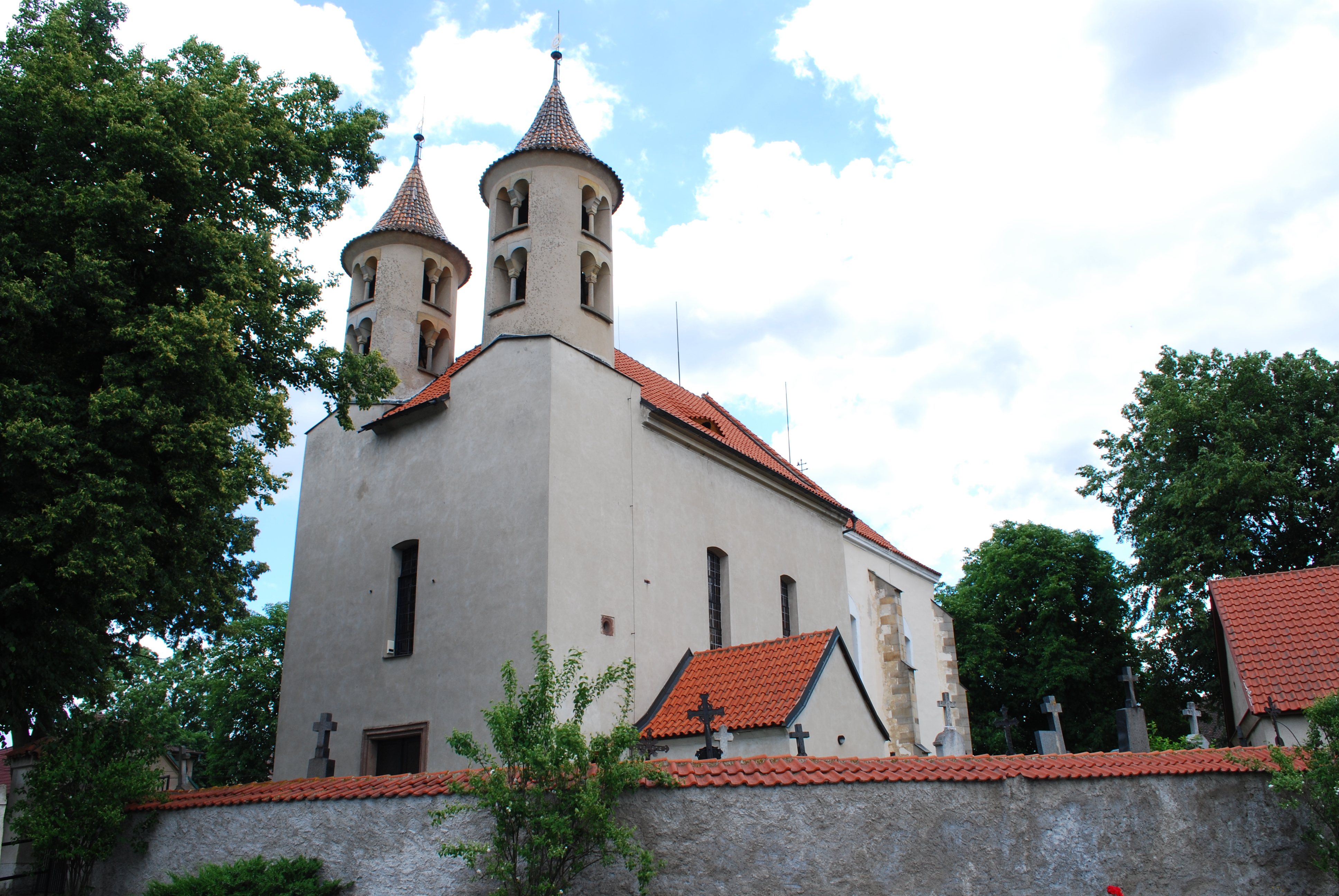
Kostel v Kondraci

Již od 12. století vznikaly na území středních Čech jednotlivé stavby, vytvořené nebo ovlivněné činností doksanské huti, budující klášter premonstrátek v Doksan a kostelíků má ucelený výtvarný ráz, odlišný od jiných staveb. Jednotlivé motivy se však nevyvíjejí, spíše dožívají a zanikají. Architektonicky zajímavým řešením vynikají dochované kostely v Poříčí nad Sázavou (s hranolovými věžemi po stranách vchodu jako u bazilik, podložený kryptou) a v Kondraci (s malými válcovitými věžemi po stranách vchodu, opět po vzoru bazilik) K dalším významným zachovaným stavbám patří kostely v Čečelicích (se zajímavým okenním sloupkem), Cítově (se slepé arkádami a nádherným jižním portálem), Holubicích (rotunda s apsidou), Kostomlatech pod Řípem (podélný s apsidou), Kyjích u Prahy (podélný, s věží v šířce lodi), Čelákovicích (podélný, s portálem), Žabonosech (přední část lodi s tribunou a portálem), Chřenovicích (věž a loď s portálem), Hrusicích (s bohatě zdobeným portálem) aj.

#### Kostelíky severozápadních Čech

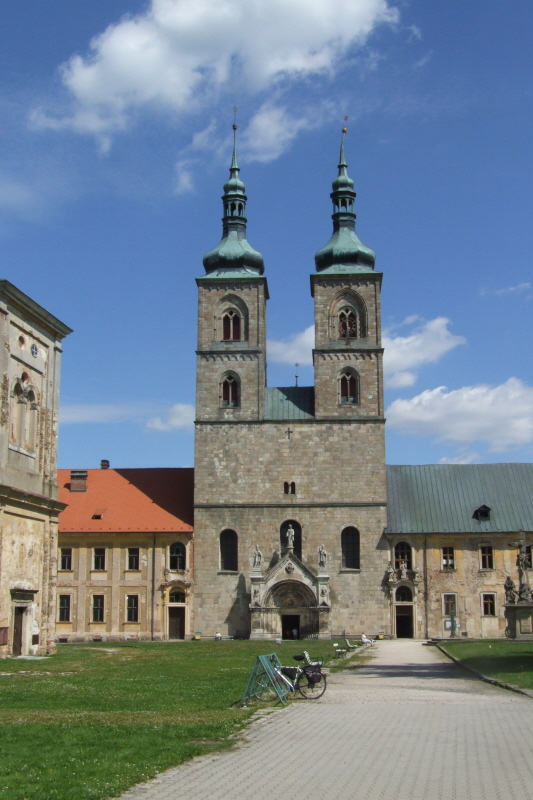
Průčelí klášterního kostela v Teplé

Kostelíky severozápadních Čech tvoří početnou, výtvarně ucelenou skupinu. Výrazné je u nich reliéfni členění plochy vnějších stěn a mohutné rozvinutí tribuny. Výtvarně navazují na architekturu Saska, Frank a v té době říšského Chebu. Velký vliv na danou skupinu měla výstavba klášterního kostela v Teplé (založen 1193, kostel svěcen 1232), z nějž se dodnes dochoval východní závěr a dvouvěžové průčelí. U tohoto kostela se poprvé v Česku objevila nová dispozice – síňové (halové) trojlodí, které se od dosavadních bazilik liší stejnou výškou hlavní a bočních lodí. V roce 1192 byl založen cisterciácký klášter v Mašťově, který byl pro nevýhodnou polohu přenesen do Oseku; zde vznikla monumentální bazilika s hrotitými arkádami, zachovaná dnes v barokní přestavbě.
Z malých staveb této oblasti jsou nejvýznamnějšími památkami (které patří k nejlépe dochovaným románským památkám vůbec) kostel sv. Mikuláše ve Vinci a kostel sv. Mikuláše v Potvorově. Do dneška se dochovaly v prakticky nezměněné podobě, s bohatě reliéfně zdobeným interiérem, výraznou tribunou a krásným vstupním portálem. K dalším dochovaným stavbám tohoto území patří kostely v Želkovicích (rotunda s lucernou), Kostomlatech pod Milešovkou, Vroutku, Údlicích (se slepou arkádou na apsidě) aj.

#### Kostely jižních Čech, strakonická huť
Jižní Čechy se ve 13. století dostaly do držení rodů rakouských a německých. Na stavbách se zde projevovaly vlivy jak ze severu (Milevsko, Strakonice), tak z jihu, z oblastí držitelů. Velký význam mělo pro oblast založení komendy johanitů ve Strakonicích, kde byl budován komplex budov od roku 1225. Charakteristickým prvkem je zde zdobení portálů a oken prvkem bobulí. Pod vlivem huti vznikla část hradní kaple na hradu Blatná a dále např. kostely ve Volenicích (dochována část zdiva a jižní portál), Chelčicích (jižní portál), Kvášňovicích, Dobrši (část zdiva a západní portál), Újezdci u Bělčic, Radomyšli (západní dvě klenebná pole) aj.

#### Moravské tribunové kostely, karnery
Rovněž na Moravě vznikla řada tribunových kostelů, které však nedosáhly úrovně skupiny kostelů ze severozápadních Čech (např. Staré Hvězdlice). Pod rakouským vlivem se vyvinula pozdní varianta, kostely s protáhlým pravoúhlým kněžištěm (již s křížovou žebrovou klenbou), podepřeným nárožními opěrnými pilíři. Tyto stavby jsou nejčastější na jihu Moravy.
Rovněž pod rakouským vlivem vznikla specifická moravská stavba karneru. Jednalo se o patrové hřbitovní kaple, převážně kruhového půdorysu se svatyní v horní části, s apsidou na půdorysu půlkruhu, polygonální nebo arkýřovou. K příkladům patří stavby ve Vranově nad Dyjí, Hrádku, Moravských Budějovicích, Bítově, Stonařově, Šatově, Starém Městě u Uherského Hradiště (na půdorysu šestiúhelníka) a jinde.

### Hrady, paláce
Především ve středních Čechách se začínají budovat hrady různých typů (s obvodovou zdí, kastely, hrady přechodného typu, bergfritová dispozice). K našim hradům s románským základem tak mimo dříve zmíněnou Přimdu a Roudnici patří např. Hlavačov, Angerbach, Křivoklát, Jivno, Týřov, Zbiroh, Krašov, Loket (s rotundou) aj. V jižních Čechách byly budovány hrady Zvíkov (od 1234), Jindřichův Hradec (zmíněn 1220), Landštejn aj. Na Moravě byly budovány hrady Hukvaldy, Lukov, Nový Hrádek u Olomouce, Břeclav, Jemnice, Mikulov, Znojmo (nedochován), Veveří, Zelená Hora u Pustiměře (biskupský, zanikl), hrádky Bukov, Hrádek u Tasova, Brumov aj.

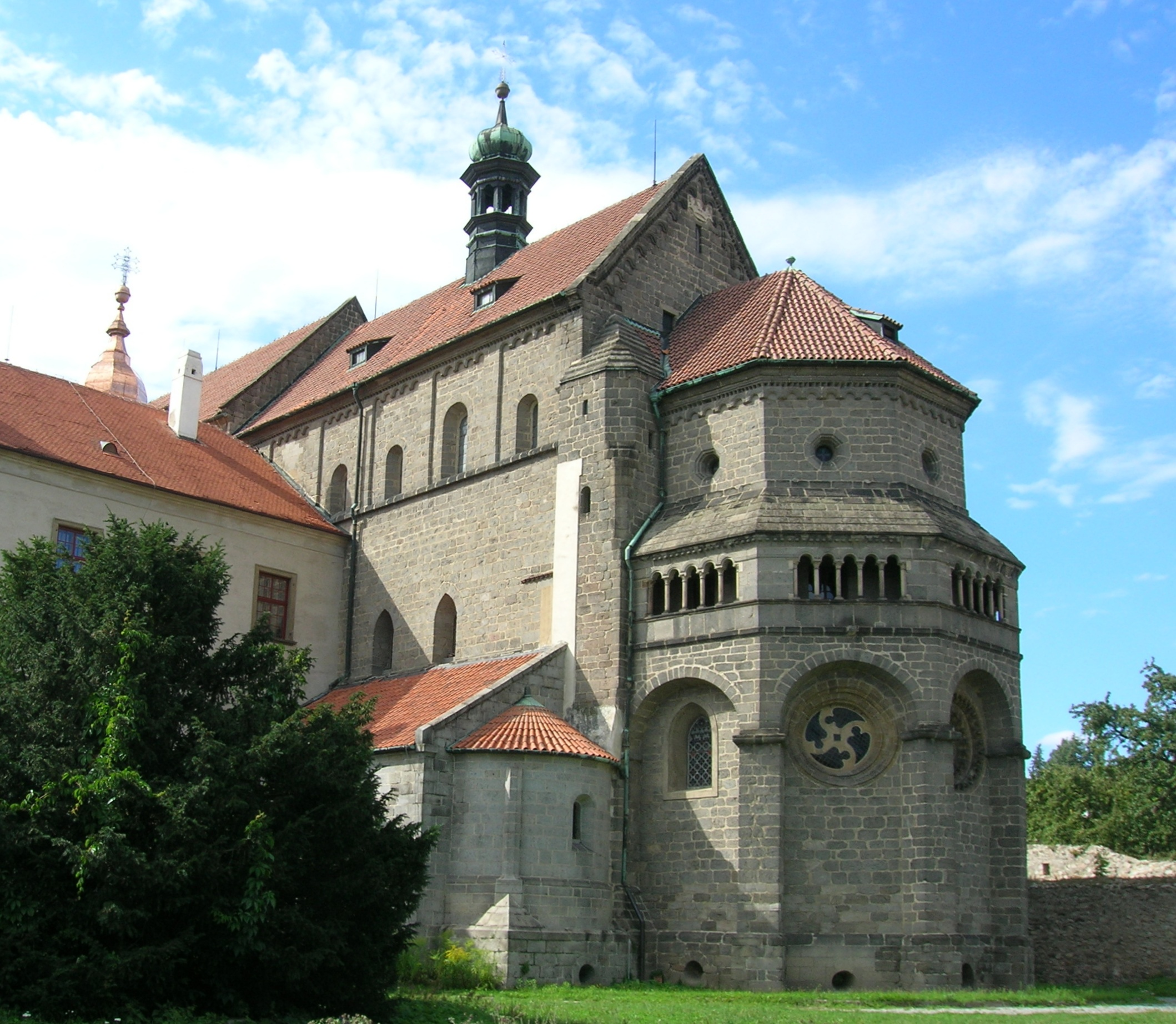
Bazilika sv. Prokopa v Třebíči

### Prolínání s gotikou, přechodní sloh
U pozdních románských staveb se začínají objevovat nové, gotické prvky; přitom celkové vyznění architektury zůstává nadále románské. Tento sloh bývá označován jako románsko-gotický, či přechodní. K typickým novým prvkům patří lomené oblouky, použité v oknech, na portálech či arkádách. Těmito rysy se vyznačují klášterní stavby v Předklášteří u Tišnova (1233–1239), Žďáru nad Sázavou nebo Oslavanech (1225–1228).
Nejpozoruhodnějším výtvorem závěru románského období je však klášterní bazilika sv. Prokopa v Třebíči. U této stavby se nejvýrazněji projevuje slohová rozpačitost a tvarová nesourodost. Zastaralý půdorys jihoněmeckého typu s konzervativním presbytářem (s ojedinělými přepážkami mezi poli klenby – francouzský vliv) kontrastují s moderními prvky – sloupková galerie, růžicové okno, sochařská výzdoba. Ve své době architektura kostela ovlivnila řadu menších, většinou nedochovaných staveb, jako mladší části kláštera Velehrad, nejstarší části dominikánského kostela v Jihlavě či kostely v Třebíči, Horním Újezdu, Čáslavicích a Měříně (zde zachováno jádro trojlodí a zdobný portál).

## Galerie

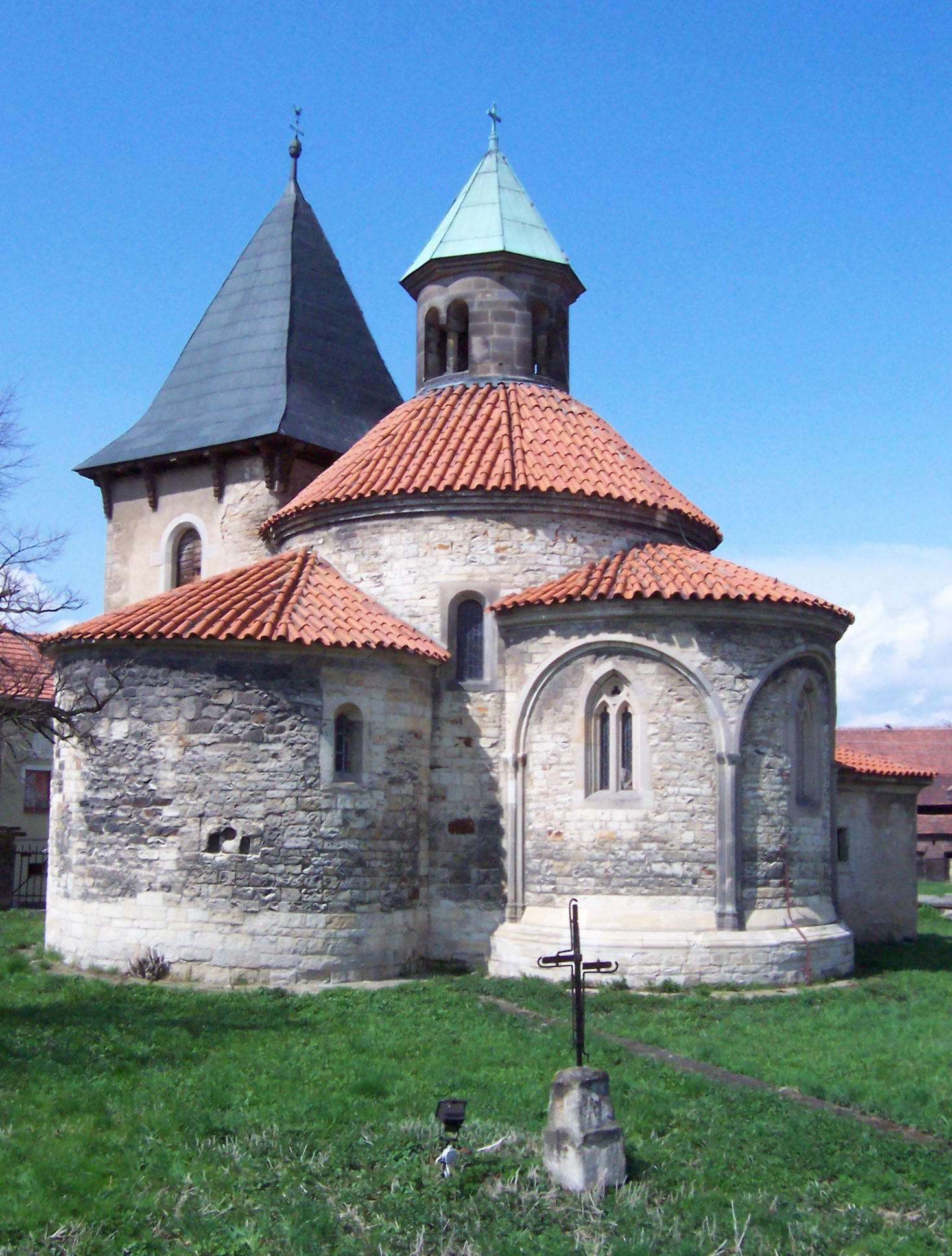
Kostel v Holubicích
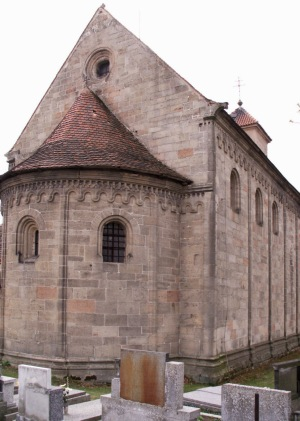
Kostel v Potvorově
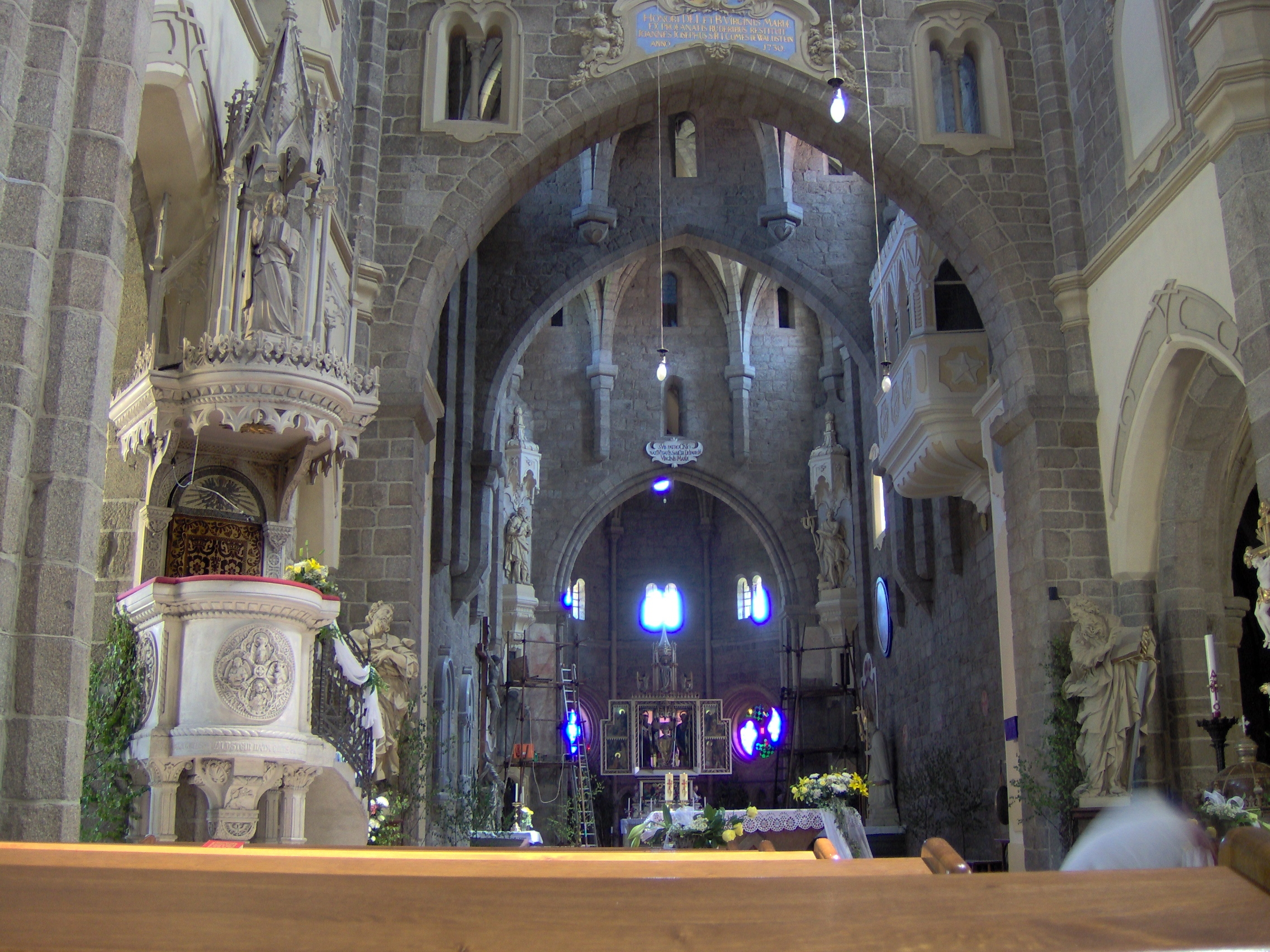
Interiér baziliky sv. Prokopa v Třebíči s unikátními přepážkami mezi klenebními poli presbytáře
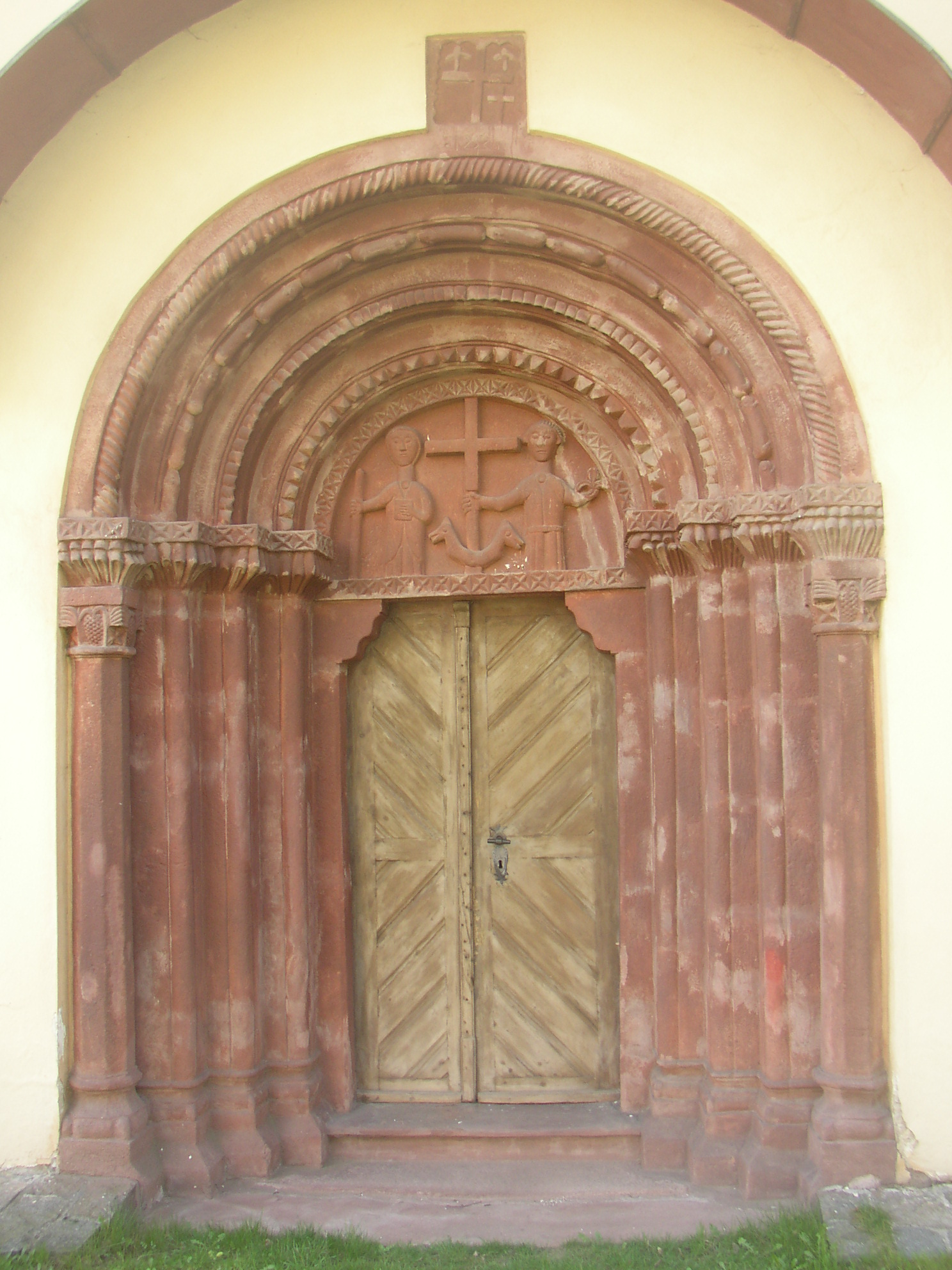
Portál kostela v Hrusicích
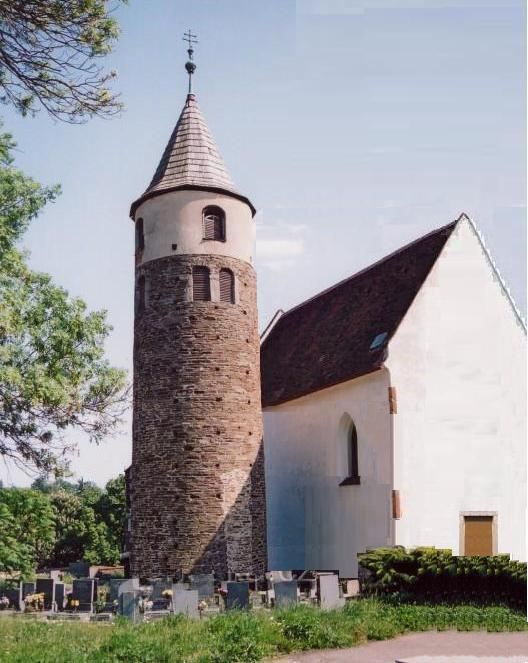
Románská věž v Jemnici-Podolí
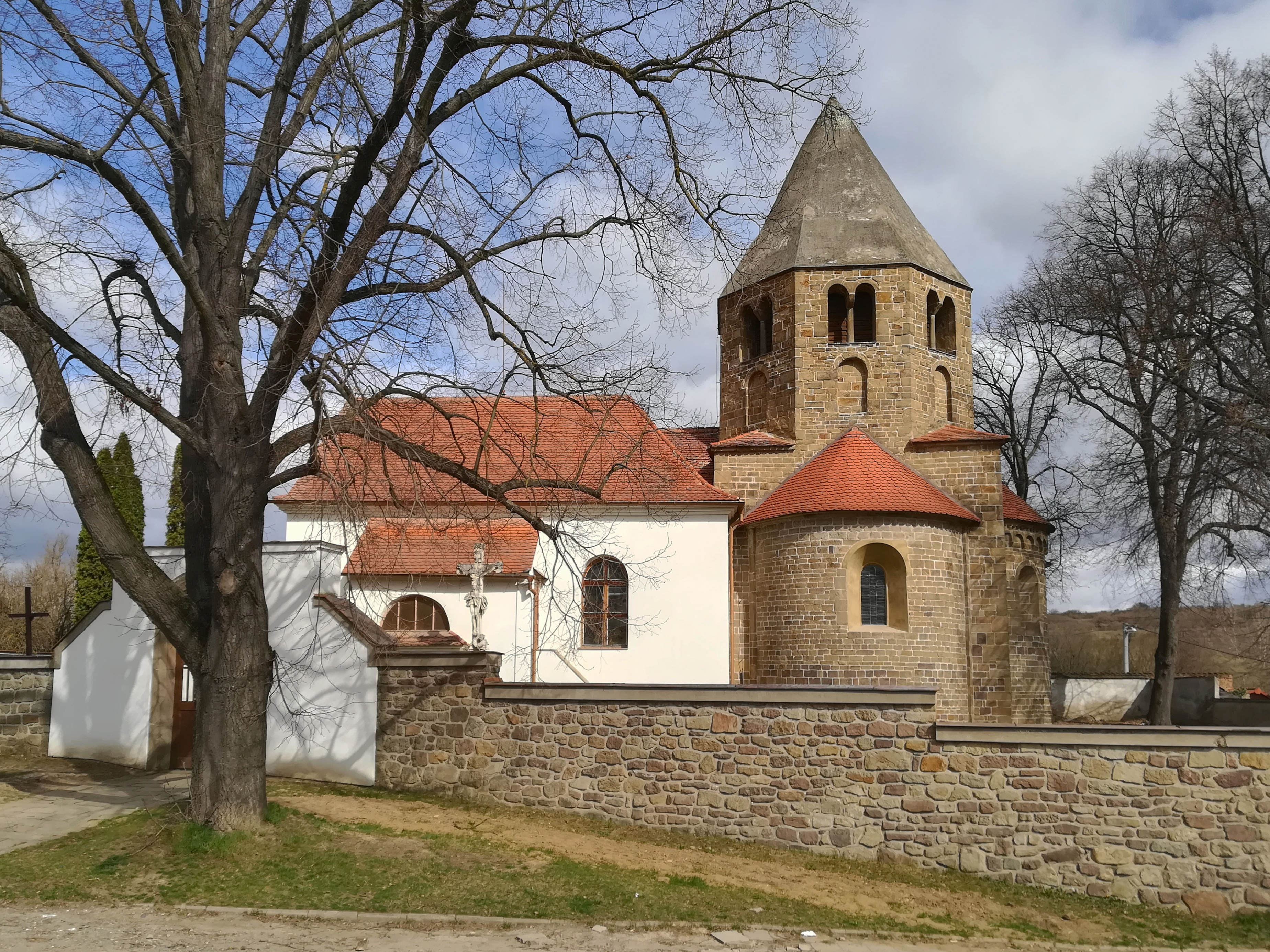
Kostel svatého Petra a Pavla v Řeznovicích